# Bullet Club
(The) Bullet Club (バレットクラブ, Barettokurabu) (estilizado como BULLET CLUB), às vezes abreviado para BC, é um grupo de wrestling profissional que aparece principalmente na promoção japonesa New Japan Pro Wrestling (NJPW). Nos Estados Unidos, o grupo atualmente aparece em eventos administrados pela subsidiária americana da empresa, New Japan Pro-Wrestling of America, bem como nas promoções de parceiros americanos Impact Wrestling (Impact) e All Elite Wrestling (AEW). O grupo também aparece em eventos promovidos por Tamashii, afiliado da NJPW na Australásia, bem como em eventos de outras promoções independentes da Australásia.
O grupo foi formado em maio de 2013, quando o lutador irlandês Prince Devitt se virou contra seu parceiro Ryusuke Taguchi e veio juntamente com o lutador americano Karl Anderson e o lutador tonganês Bad Luck Fale e Tama Tonga para formar o grupo de heels estrangeiros, que posteriormente deram o nome de Bullet Club. Antes do final do ano, o grupo também foi acompanhado por três outros americanos; The Young Bucks (Matt Jackson e Nick Jackson) e Doc Gallows. Lutadores da promoção mexicana Consejo Mundial de Lucha Libre (CMLL) também fizeram turnês junto com a NJPW, o que levou à formação de um sub-grupo chamado Bullet Club Latinoamerica na CMLL em outubro de 2013. No final de 2013, o Bullet Club conseguiu conquistar o IWGP Junior Heavyweight Championship e o IWGP Junior Heavyweight Tag Team Championship, ao mesmo tempo, tendo conquistado três dos cinco torneios anuais da NJPW. O grupo marcou um importante ponto de destaque para a carreira de Devitt, um face que era um dos favoritos dos fãs, que começou sua ascensão para fora da divisão junior heavyweight para começar a disputar o maior título da empresa, o IWGP Heavyweight Championship.
Em abril de 2014, Devitt deixou a NJPW e foi substituído no Bullet Club pelo lutador americano AJ Styles. No mês seguinte, o Bullet Club recebeu seu primeiro membro japonês quando Yujiro Takahashi traiu seu ex-parceiro, o que significa que o grupo já detinha todos os títulos que a NJPW tinha a oferecer. Quando a NJPW adicionou um sétimo título (o NEVER Openweight 6-Man Tag Team Championship) no início de 2016 e um oitavo título (o IWGP United States Championship) em julho de 2017, o Bullet Club rapidamente os conquistou também. Até o momento, eles são os primeiros de três grupos (os outros são Chaos e Taguchi Japan) a vencer todos os títulos disponíveis na NJPW. Eles também conquistaram todos os títulos masculinos na Ring of Honor (ROH) (World, TV, World Tag Team e Six-Man) ativos na época da parceria NJPW–ROH. O grupo continuou adicionando membros, principalmente o lutador canadense Kenny Omega, que se tornou o líder do grupo no início de 2016, quando Styles, Anderson e Gallows deixaram a NJPW. Depois de uma "guerra civil" entre as facções The Elite e OG dentro do grupo, Omega, Cody, Marty Scurll, Adam Page e The Young Bucks silenciosamente deixaram a facção em outubro de 2018 para formar seu próprio grupo chamado The Elite, que eventualmente formaria a AEW, com o lutador neozelandês Jay White assumindo como o quinto líder do grupo.
Devido às restrições de viagem da pandemia do COVID-19 em 2020, uma parte do grupo (incluindo White) não pôde viajar para o Japão, com Evil se tornando o sexto líder de fato e o líder do contingente japonês do grupo, enquanto White (junto com com outros membros incapazes de voltar para o Japão) estabeleceram uma filial nos Estados Unidos. Mesmo depois que as restrições de viagem começaram a diminuir com o passar do tempo, as duas estruturas de ramificação permaneceriam no lugar enquanto se expandiam para a Impact Wrestling com Chris Bey se tornando o primeiro membro afro-americano e o primeiro lutador a ingressar na lista da Impact. Em março de 2023, David Finlay tornou-se o sétimo líder do grupo. Um mês depois, em 5 de abril de 2023, Jay White faria sua estreia oficial pela AEW, estabelecendo com Juice Robinson uma nova ramificação do grupo - Bullet Club Gold.

## Conceito
O Bullet Club foi concebido pela New Japan Pro Wrestling (NJPW) no início de 2013, após uma resposta positiva de um enredo, onde Prince Devitt se virou contra seu antigo parceiro de tag team Ryusuke Taguchi, para formar uma parceria vilã com Bad Luck Fale. Originalmente, Devitt e Fale foram programados para continuar como dupla, mas a storyline foi ajustada e eles se juntaram com Karl Anderson e Tama Tonga para formar uma grupo totalmente gaijin (estrangeiro). Devitt surgiu com o nome de Bullet Club, que foi em referência a sua alcunha "Real Shooter" e a alcunha de Anderson, "The Machine Gun". Ao nomear o grupo, Devitt afirmou que ele especificamente não queria que a palavra "The" na frente do nome ou um nome que consistisse em apenas três letras. Outros nomes considerados para o grupo incluiam Bullet Parade, Bullet League e Bullet Brigade. Em maio de 2016, a marca Bullet Club foi registrada pela NJPW. Nos bastidores, os quatro membros fundadores do grupo eram melhores amigos e parceiros de viagem.
O Bullet Club foi comparado ao grupo New World Order (nWo) da World Championship Wrestling (WCW). Como forma de homenagear a nWo, os membros do Bullet Club começaram a usar o gesto de mão "Too Sweet" característico dos nWo. O gesto, originalmente concebido por Sean Waltman do The Kliq e referido por Kevin Nash como o "lobo turco", teria sido usado por Anderson e Devitt nos bastidores desde 2006. Em março 2015, a WWE entrou com um pedido de marca registrada para o gesto de mão. Alguns, incluindo Matt e Nick Jackson, sugeriram que isso foi feito devido à popularidade do Bullet Club. A WWE acabou por desistir de registrar a marca. Em agosto de 2015, depois que Devitt ingressou na WWE como Finn Bálor, a WWE lançou mercadorias do Bálor Club fazendo referências com o Bullet Club. A WWE reconheceu o Bullet Club na primeira semana de janeiro de 2016, ao discutir rumores sobre membros do grupo se juntando à promoção, antes da estreia de AJ Styles na WWE como um competidor do Royal Rumble de 2016. Em abril de 2016, a antiga dupla do Bullet Club de Gallows e Anderson estreou na WWE, com sua experiência na NJPW novamente sendo reconhecida pela empresa, eventualmente formando o The Club com Styles. Em 25 de setembro de 2017, o Bullet Club apareceu do lado de fora do show Raw da WWE em Ontário, Califórnia, parodiando um segmento de 1998 em que a D-Generation X "invadiu" o Nitro da WCW. Posteriormente, a WWE enviou aos membros do grupo uma carta de cessar e desistir, alegando que eles estavam usando propriedade intelectual da empresa, especificamente o gesto de mão "Too Sweet", levando a mercadorias com o gesto sendo retiradas das lojas. O escritor da WWE Jimmy Jacobs foi dispensado da empresa por postar uma foto no Instagram com integrantes do Bullet Club, tirada durante a simulação de invasão.
O membro fundador da nWo, Kevin Nash, elogiou o Bullet Club como uma versão mais atlética da nWo, afirmando que há respeito mútuo entre os dois grupos, e passando informalmente a tocha de seu grupo para o Bullet Club. Jeff Jarrett, que representou fez parte tanto do Bullet Club quanto da nWo, apontou a habilidade no ringue como a principal diferença entre os dois grupos, afirmando que "O Bullet Club está fora das paradas, sino a sino, mais talentoso". O ex-lutador da NJPW e atual treinador da WWE, Matt Bloom, afirmou que a popularidade do Bullet Club ajudou a promoção a se tornar global.
As lutas do Bullet Club geralmente envolvem interferência externa excessiva, ref bumps e outras táticas, que são mais comuns no wrestling profissional americano e raramente são vistas no puroresu japonês, mesmo em lutas envolvendo outros grupos vilões. Esse desrespeito pelas tradições e cultura japonesas tornou o grupo um ato importante. O Bullet Club conquistou uma quantidade substancial de popularidade mundial, especialmente entre os fãs americanos de wrestling profissional. Em março de 2016, a camisa Bone Soldier original do grupo era a camisa mais vendida no Pro Wrestling Tees store, superando todos os melhores lutadores independentes e veteranos da WWE afiliados ao site. Em 2017, as camisas do Bullet Club foram disponibilizadas nas lojas Hot Topic, onde também se tornaram grandes vendas, supostamente vendendo 100.000 cópias nos primeiros três meses. A popularidade do Bullet Club nos Estados Unidos levou os membros do grupo a trabalharem como faces em eventos realizados no país.
Como o Bullet Club é propriedade da NJPW, todos os lutadores que ingressarem no grupo, incluindo aqueles que ingressaram nos eventos da Ring of Honor (ROH), devem ser aprovados pelo booker da NJPW, Gedo.

## História

### Era Prince Devitt (2013–2014)

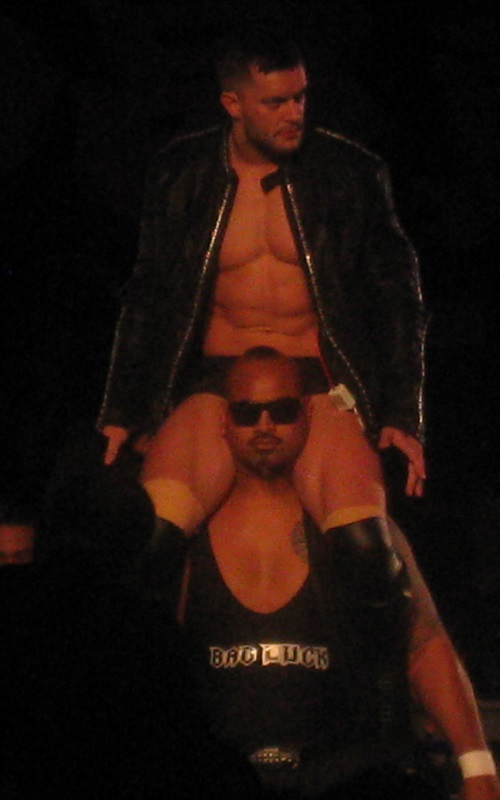
"Real Rock 'n' Rolla" Prince Devitt, o líder original do Bullet Club, nos ombros de Bad Luck Fale

Em 03 de fevereiro de 2013, o IWGP Júnior Heavyweight Champion Prince Devitt fez o pin no IWGP Heavyweight Champion Hiroshi Tanahashi em um combate de tag team, onde ele e Karl Anderson enfrentaram Tanahashi e o ex-parceiro de tag team na Apollo 55 Ryusuke Taguchi. Isto levou a um combate entre Devitt e Tanahashi em 3 de março no evento NJPW's 41st Anniversary. Embora nenhum dos títulos dos dois estivessem em disputa no combate, Tanahashi prometeu abandonar o IWGP Heavyweight Championship em caso de vitória de Devitt. Depois de derrotar Devitt, Tanahashi foi ajudar o seu adversário, mas foi empurrado pelo mesmo. Nas semanas seguintes, Devitt começou a retratar uma personalidade mais arrogante e vilã, desrespeitando regularmente ambos os parceiros e adversários, com exceção de Ryusuke Taguchi, que ele tentou convence-lo para ir junto com sua nova atitude. No entanto, isso mudou em 07 de abril no pay-per-view Invasion Attack, quando Devitt se virou contra Taguchi, depois que os dois não conseguiram recapturar o IWGP Junior Heavyweight Tag Team Championship da equipe dos Time Splitters (Alex Shelley e Kushida). Durante o ataque, Devitt foi ajudado pelo retornante King Fale, que atacou não só Taguchi, mas também Shelley, Kushida e Captain New Japan, quem Devitt então começou a desvendar. Após o ataque, Devitt tomou um microfone, introduziu Fale como seu novo "bouncer", dando-lhe o novo nome de "The Underboss" Bad Luck Fale e se apelidando de "Real Rock 'n' Rolla". No pay-per-view seguinte Wrestling Dontaku 2013 em 3 de Maio, Devitt e Fale uniram-se pela primeira vez para derrotar Taguchi e Captain New Japan em um combate de tag team. Mais tarde, no evento, Devitt e Fale entraram no ring para atacar o agora ex-IWGP Heavyweight Champion Hiroshi Tanahashi, depois deste ter derrotado Karl Anderson em uma luta individual. Anderson foi primeiramente tentar atacar Devitt e Fale, mas, em seguida, atacou Tanahashi, atingindo-o com a Gun Stun. Como os três continuaram seu ataque à Tanahashi, eles também foram interligados á Tama Tonga, com quem Anderson havia formado uma parceria durante as últimas duas semanas. Em uma entrevista pós-luta, os quatro lutadores anunciaram a formação de uma stable estrangeira chamada "Bullet Club".

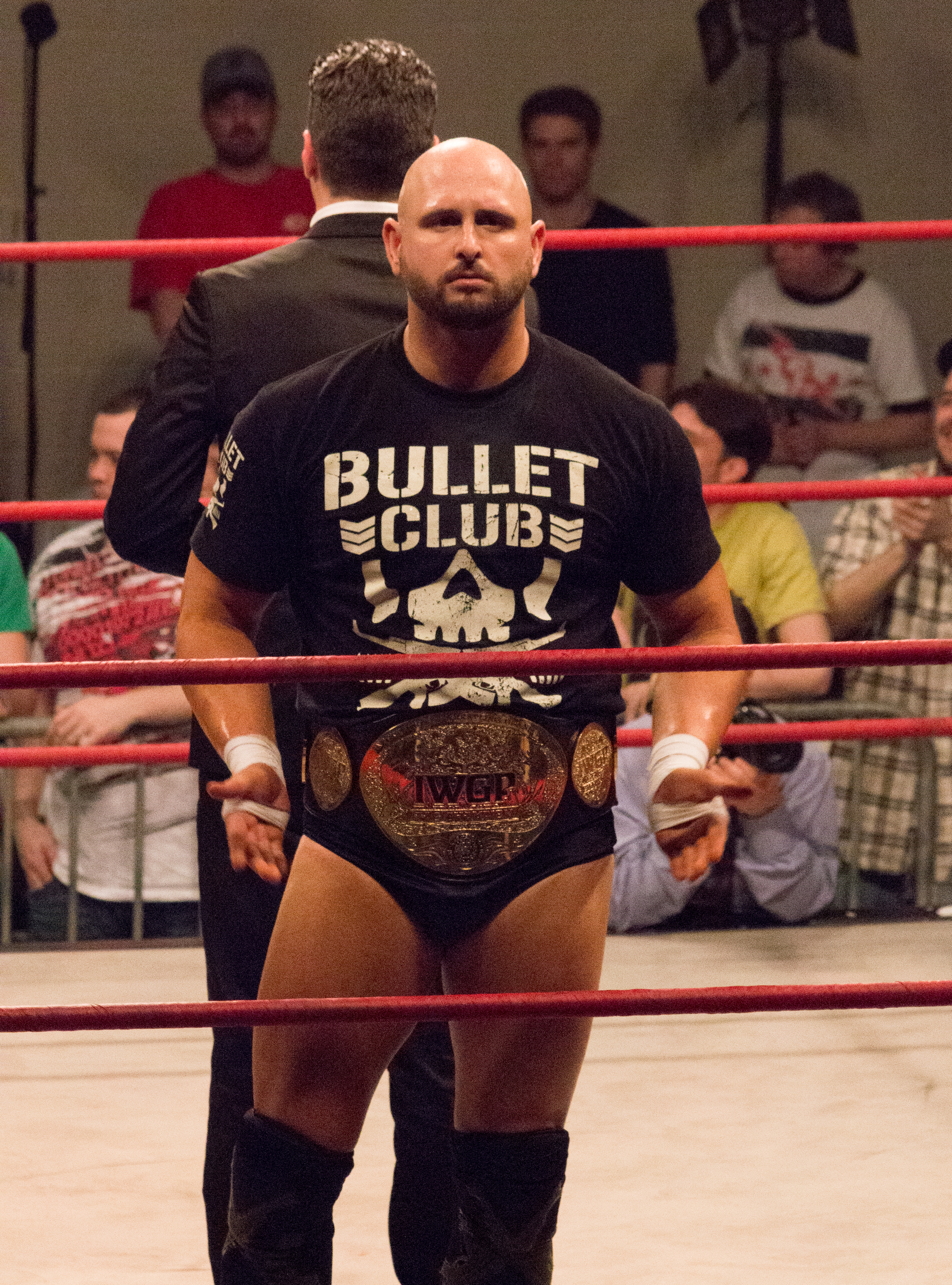
"The Machine Gun" Karl Anderson, membro fundador e segundo líder do Bullet Club como um dos campeões do IWGP Tag Team Championship

Os quatro membros do Bullet Club lutaram seu primeiro combate juntos em 22 de maio, quando derrotaram Captain New Japan, Hiroshi Tanahashi, Manabu Nakanishi e Ryusuke Taguchi em uma luta tag team de oito homens. Dois dias depois, Devitt entrou no torneio Best of the Super Juniors 2013, onde ganhou seu bloco com um registro de oito vitórias e zero derrotas, embora a maioria de suas lutas tiveram interferência do Bullet Club. Em 9 de junho, Devitt avançou para as finais do torneio após derrotar Kenny Omega na semifinal, novamente com a ajuda do Bullet Club. Mais tarde naquela mesma noite, durante a luta final, o Bullet Club foi expulso do ringue depois de entrar em uma briga com Captain New Japan, Hiroshi Tanahashi e Kushida, que acompanhou Alex Shelley para a sua luta. Apesar de perder o seu back-up, Devitt derrotou Shelley para ganhar o torneio Best of the Super Juniors 2013, com ele logo após desafiando Hiroshi Tanahashi. O antigo parceiro de tag team de Devitt Ryusuke Taguchi, tinha originalmente ganhado um lugar nas semifinais do torneio, mas uma lesão legítima no quadril o obrigou a se retirar. Durante a conferência de imprensa do dia seguinte, Devitt também mencionou uma mudança para a divisão de pesos pesados, com o objetivo de se tornar o primeiro lutador a manter o IWGP Heavyweight Júnior e o IWGP Heavyweight Championships simultaneamente. Em 22 de junho, no Dominion 6,22 , Devitt derrotou Tanahashi, novamente com interferência do Bullet Club, para ganhar sua primeira chance pelo título. O campeão, Kazuchika Okada, aceitou o desafio de Devitt pelo título no final do evento na condição de que primeiro ele teria que defender o IWGP Junior Heavyweight Championship contra seu companheiro de grupo na Chaos, Gedo. A rivalidade do Bullet Club com Tanahashi continuou no pay-per-view Kizuna Road 2013, onde Tama Tonga e o lutador mexicano que estava de passagem Terrible perderam o CMLL World Tag Team Championship para Tanahashi e Jushin Thunder Liger. Terrible trabalhou também o resto de sua turnê de duas semanas na NJPW como membro do Buller Club. No evento principal, Devitt defendeu com sucesso o IWGP Junior Heavyweight Championship contra Gedo para ganhar sua luta pelo IWGP Heavyweight Championship com Okada. A luta pelo título teve lugar no dia 20 de julho e Okada manteve o seu título com sucesso, derrotando Devitt apesar da interferência do Bullet Club. A partir de 01 até 11 de agosto, tanto Devitt e Anderson participaram do G1 Climax 2013, lutando separados nos blocos round-robin. Durante o torneio, Devitt conseguiu grandes vitórias, mesmo com diversas interferências, sobre o campeão do IWGP Heavyweight Championship Kazuchika Okada e ex-campeões Hiroshi Tanahashi, Satoshi Kojima e Togi Makabe, mas não conseguiu avançar no seu bloco. Enquanto isso, Anderson entrou no último dia com a chance de chegar às finais, mas uma derrota para Tetsuya Naito eliminou-o do torneio. Em 5 de setembro, Rey Bucanero, outro lutador da CMLL, começou ficou na NJPW de passeio a trabalhar como membro do Bullet Club. Em 14 de setembro, o Bullet Club ajudou Bucanero e Tama Tonga a vencerem Hiroshi Tanahashi e Jushin Thunder Liger para conquistarem o CMLL World Tag Team Championship. A rivalidade entre Devitt e Tanahashi culminou em uma luta Lumberjack Deathmatch em 29 de setembro no Destruction, onde Tanahashi foi vitorioso.

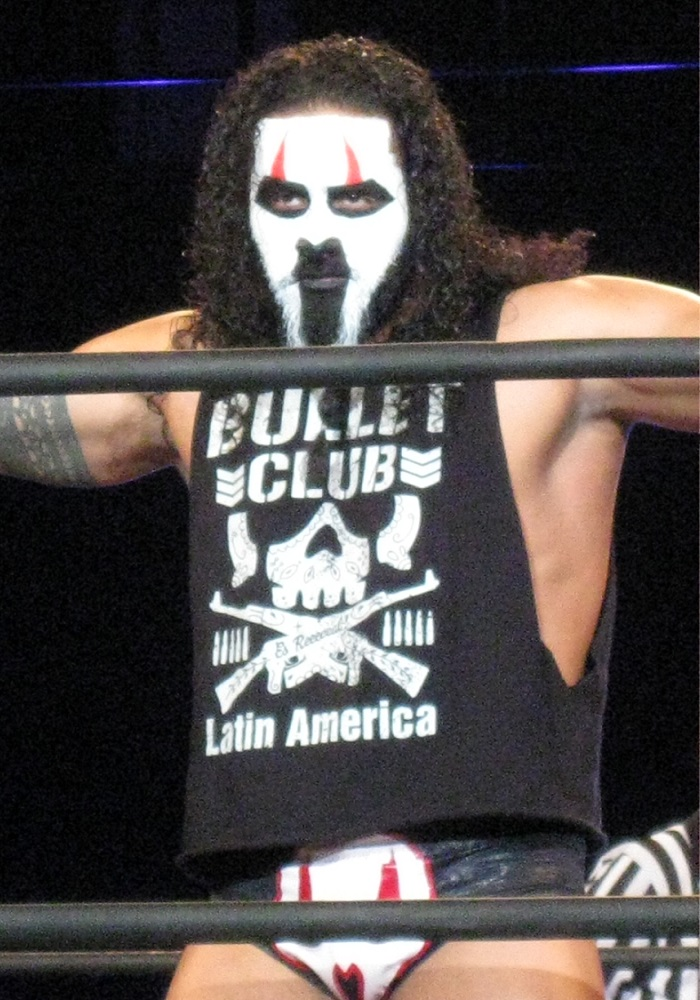
Tama Tonga, um dos membros fundadores do Bullet Club

Com a rivalidade com Tanahashi encerrada, Devitt começou a rivalizar com Togi Makabe, que fez Devitt perder para Tanahashi na última luta. Durante a rivalidade, Makabe foi apoiado por seus parceiros de G.B.H. Tomoaki Honma e Kota Ibushi, que estava querendo uma chance pelo IWGP Júnior Heavyweight Championship de Devitt. Em 11 de outubro, Tonga e Bucanero voltaram a CMLL, onde eles formaram o "Bullet Clube Latinoamerica" com o campeão do CMLL World Heavyweight Championship Terrible e a lutadora e Valet de La Comandante. Enquanto isso, Anderson quis se vingar de sua perda a nas finais do G1 Climax de 2012 atacando Kazuchika Okada em 14 de outubro no King of Pro-Wrestling e tornar-se o próximo desafiante pelo IWGP Heavyweight Championship de Okada. Em 15 de outubro, a NJPW anunciou a Super Jr. Tag Tournament 2013, que marcaria a estréia da tag team americana The Young Bucks (Matt Jackson e Nick Jackson) na promoção, representando o Bullet Club. Em 18 de outubro, Tonga e Bucanero foram retirados do CMLL World Tag Team Championship, quando eles foram incapazes de defender o título contra La Máscara e Rush devido a Bucanero ser afastado devido a uma lesão. Em 25 de outubro, os Young Bucks fizeram sua estréia na NJPW, derrotando Baretta e Brian Kendrick na primeira rodada do Super Tag Tournament Jr., graças a um ataque do Bullet Club antes da luta. Em 6 de novembro, os Young Bucks derrotaram primeiro Gedo e Jado nas semifinais e, em seguida, os Forever Hooligans (Alex Koslov e Rocky Romero) na final para ganhar o torneio. Três dias depois, no Power Struggle, The Young Bucks derrotou Suzuki-gun (Taichi e Taka Michinoku) para conquistarem o IWGP Junior Heavyweight Tag Team Champions. Mais tarde, no principal evento da noite, Karl Anderson falhou em sua tentativa de capturar o IWGP Heavyweight Championship de Kazuchika Okada. Em 11 de novembro, a NJPW anunciou as equipas participantes do World Tag League 2013. No torneio, o Bullet Club seria representado por duas equipes em blocos separados; Devitt e Fale no bloco A e Anderson e o americano debutante Doc Gallows no bloco B. Em 7 de dezembro, as duas equipes entraram no último dia do round-robin do torneio com a chance de avançar para as semifinais. Anderson e Gallows ganharam seu bloco com um recorde de quatro vitórias e duas derrotas, derrotando os NWA World Tag Team Champions The IronGodz (Jax Dane e Rob Conway), enquanto Devitt e Fale foram eliminados com três vitórias e três derrotas, depois de perder para Captain New Japan e Hiroshi Tanahashi, que havia perdido todas as suas outras lutas no torneio. No dia seguinte, Anderson e Gallows derrotaram primeiro Togi Makabe e Tomoaki Honma nas semifinais e, em seguida, Hiroyoshi Tenzan e Satoshi Kojima na final para ganhar o torneio. Em 04 de janeiro de 2014, no Wrestle Kingdom 8 in Tokyo Dome, The Young Bucks fez sua primeira defesa bem sucedida do IWGP Júnior Heavyweight Tag Team Championship em uma luta fatal-four-way contra Forever Hooligans, Suzuki-gun e os Time Splitters. Enquanto isso, no mesmo evento, Anderson e Gallows derrotaram o Killer Elite Squad (Davey Boy Smith Jr. e Lance Archer) para ganhar o IWGP Tag Team Championship. Após as duas vitórias iniciais no evento, o Bullet Club terminou a noite com duas derrotas, quando pela primeira vez Bad Luck Fale foi derrotado em uma luta King of Destroyer por Togi Makabe, (que vingou-se de Fale após este lhe custar tanto o G1 Climax quanto o World Tag League em 2013), que foi seguido por Prince Devitt perdendo seu IWGP Junior Heavyweight Championship para Kota Ibushi, terminando o seu reinado de quatorze meses.

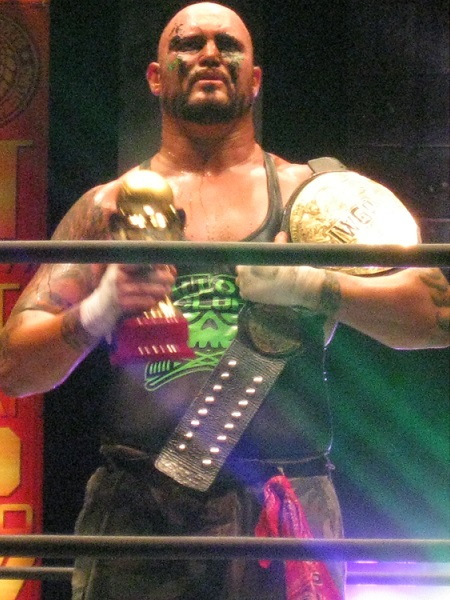
Doc Gallows como um dos detentores do IWGP Tag Team Championship

A tour do The New Beginning destacou o Bullet Club defendendo ambos os títulos de duplas do grupo, e também a volta de Ryusuke Taguchi que havia sofrido uma lesão e estava 8 meses fora, continuando sua rivalidade com seu ex-parceiro Devitt. Em 9 de fevereiro no The New Beginning in Hiroshima, Anderson e Gallows fizeram sua primeira defesa bem sucedida do IWGP Tag Team Championship em uma revanche contra a Killer Elite Squad, enquanto dois dias depois no The New Beginning em Osaka, os Young Bucks fizeram o sua segunda defesa bem sucedida do IWGP Júnior Heavyweight Tag Team Championship contra os Time Splitters. Na maioria da tour, Devitt dominou seus encontros com Taguchi, incluindo onde fez o pin em seu retorno em uma luta tag team de oito homens em 2 de fevereiro, mas no último evento da tour em Osaka, Taguchi derrotou seu ex-parceiro em um combate de tag team, onde ele se uniu com Togi Makabe e Devitt se uniu com Fale. Depois, Anderson e Gallows enfrentaram os desafiantes ao título Hirooki Goto e Katsuyori Shibata, que derrotou os representantes do Bullet Club sem o título em jogo no evento NJPW's 42nd Anniversary em 6 de março. Anderson e Gallows também perderam para Shibata e Goto, respectivamente, em sua primeira rodada no torneio New Japan Cup 2014 em 15 de março.. Dois outros membros do Bullet Club também participaram no torneio e ambos foram derrotados por Shinsuke Nakamura; Devitt na segunda rodada e Fale nas finais. Em 3 de abril, Nick Jackson recebeu a oportunidade de trazer o IWGP Junior Heavyweight Championship de volta ao Bullet Club, mas foi derrotado na disputa do título por Kota Ibushi, apesar da interferência de seu irmão Matt. Enquanto isso, como o aniversário de um ano do desmembramento da Apollo 55 se aproximou, a rivalidade entre Devitt e Taguchi continuou, levando a Taguchi desafiando seu rival para uma luta Loser Leaves Town. A estipulação porém, nunca foi oficializada no Invasion Attack aonde os dois se enfrentariam em 6 de abril. Durante a luta, Devitt discutiu com os Young Bucks, depois deles interferir várias vezes, com Devitt dizendo para não fazer isso. Isto levou aos Young Bucks se virarem contra Devitt, que respondeu atacando seus companheiros de Bullet Club. Depois de Taguchi derrotar Devitt, os dois apertaram as mãos, e terminaram sua rivalidade e a associação de Devitt com o Bullet Club. A saída de Devitt da NJPW foi anunciada no dia seguinte.

### Era A.J. Styles (2014–2016)

#### 2014

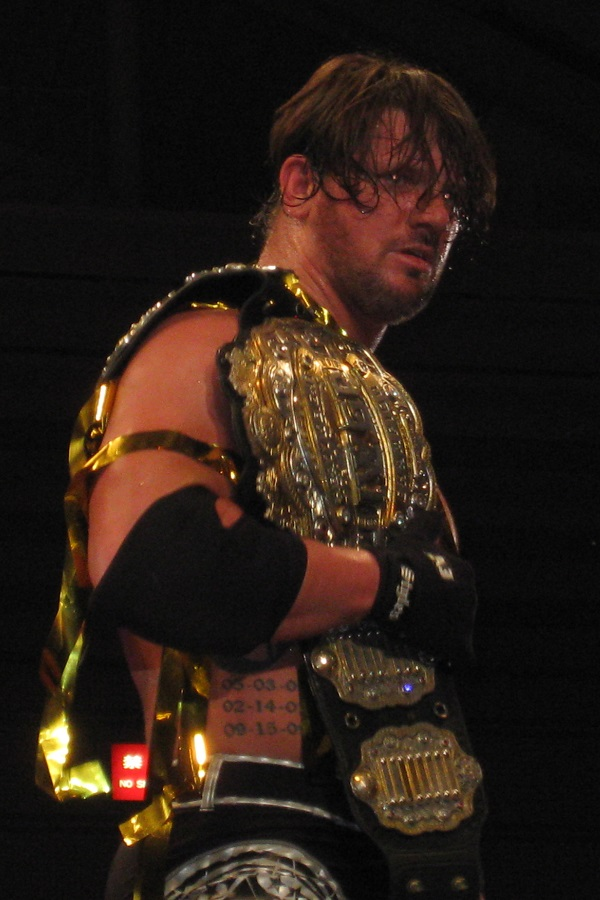
AJ Styles, que ingressou no Bullet Club em abril de 2014 e trouxe o IWGP Heavyweight Championship para o grupo no mês seguinte. Ele é o terceiro líder do grupo.

Mais tarde, no Invasion Attack 2014, o lutador americano AJ Styles estreou como o mais novo membro do Bullet Club, atacando o Campeão Peso Pesado da IWGP Kazuchika Okada. Styles, que conhecia Okada desde seus dias trabalhando juntos para a promoção Total Nonstop Action Wrestling (TNA), afirmou que Okada ainda era o mesmo "menino" (novato) que conheceu na TNA e se afirmou como o próximo desafiante pelo título. Após o Invasion Attack 2014, com Styles ainda trabalhando em uma agenda cheia no circuito independente americano e agendado apenas para trabalhar nos eventos maiores da NJPW, Anderson foi posicionado como o novo líder do Bullet Club. No entanto, Styles foi considerado o líder da versão ROH do Bullet Club, um papel que também foi dado a ele pela NJPW no final de 2015. Styles, no entanto, afirmou que nunca foi o líder como, segundo ele, o grupo "não seguia ninguém". Em 3 de maio no Wrestling Dontaku 2014, Styles derrotou Okada para conquistar o IWGP Heavyweight Championship, quando Yujiro Takahashi se voltou contra Okada e o grupo Chaos e uniu-se ao Bullet Club, tornando-se seu primeiro membro japonês. Com o Bullet Club conquistando o título principal da NJPW, ao mesmo tempo em que detinha os dois títulos de duplas e adicionando novos membros, isso foi anunciado como um "renascimento" para o grupo, que estava comemorando seu aniversário de um ano durante o evento.
No final do mês, o Bullet Club participou da turnê norte-americana da NJPW, produzida em colaboração com a ROH. The Young Bucks, que entaram na turnê com o IWGP Junior Heavyweight e ROH World Tag Team Championship, perderam este último título para a reDRagon (Bobby Fish e Kyle O'Reilly) em 17 de maio, encerrando seus dois mês de reinado em sua primeira defesa. Enquanto isso, seu reinado de sete meses com o IWGP Junior Heavyweight Tag Team Championship terminou em 21 de junho no Dominion 6.21 , onde foram derrotados pelos Team Splitters em sua sexta defesa. Mais tarde naquele mesmo evento, Bad Luck Fale derrotou Shinsuke Nakamura para vencer o IWGP Intercontinental Championship. Em 29 de junho, Yujiro Takahashi trouxe mais um título para o Bullet Club, ao derrotar Tomohiro Ishii com a ajuda de seus companheiros de grupo pelo NEVER Openweight Championship. Com a vitória, o Bullet Club conquistou todos os títulos da NJPW, agora segurando simultaneamente todos os quatro títulos dos pesos pesados.
De 21 de julho a 8 de agosto, cinco membros do Bullet Club participaram do G1 Climax 2014 com Fale e Gallows lutando no bloco A e Anderson, Styles e Takahashi no bloco B. Todos falharam em avançar em seus respectivos blocos com Fale terminando em terceiro e Gallows em nono em seu bloco de onze e Styles terminando em segundo, Anderson em terceiro e Takahashi em sexto em seu bloco. Styles foi eliminado por perder para o vencedor do bloco Okada no confronto direto. Em 10 de agosto, o fundador da Global Force Wrestling (GFW), Jeff Jarrett, se juntou ao Bullet Club, atacando Hiroshi Tanahashi depois que ele derrotou Styles em uma luta não válida pelo título. Em 21 de setembro no Destruction in Kobe, Fale perdeu o IWGP Intercontinental Championship de volta para Shinsuke Nakamura em sua primeira defesa. O Bullet Club perdeu seus dois títulos individuais restantes em 13 de outubro no King of Pro-Wrestling com Takahashi perdendo o NEVER Openweight Championship de volta para Tomohiro Ishii em sua segunda defesa de título, enquanto no evento principal Styles perdeu o IWGP Heavyweight Championship para Hiroshi Tanahashi em sua terceira defesa, depois que a interferência externa de Jeff Jarrett foi interrompida pelo retorno de Yoshitatsu (Jarrett deixaria a facção logo depois).

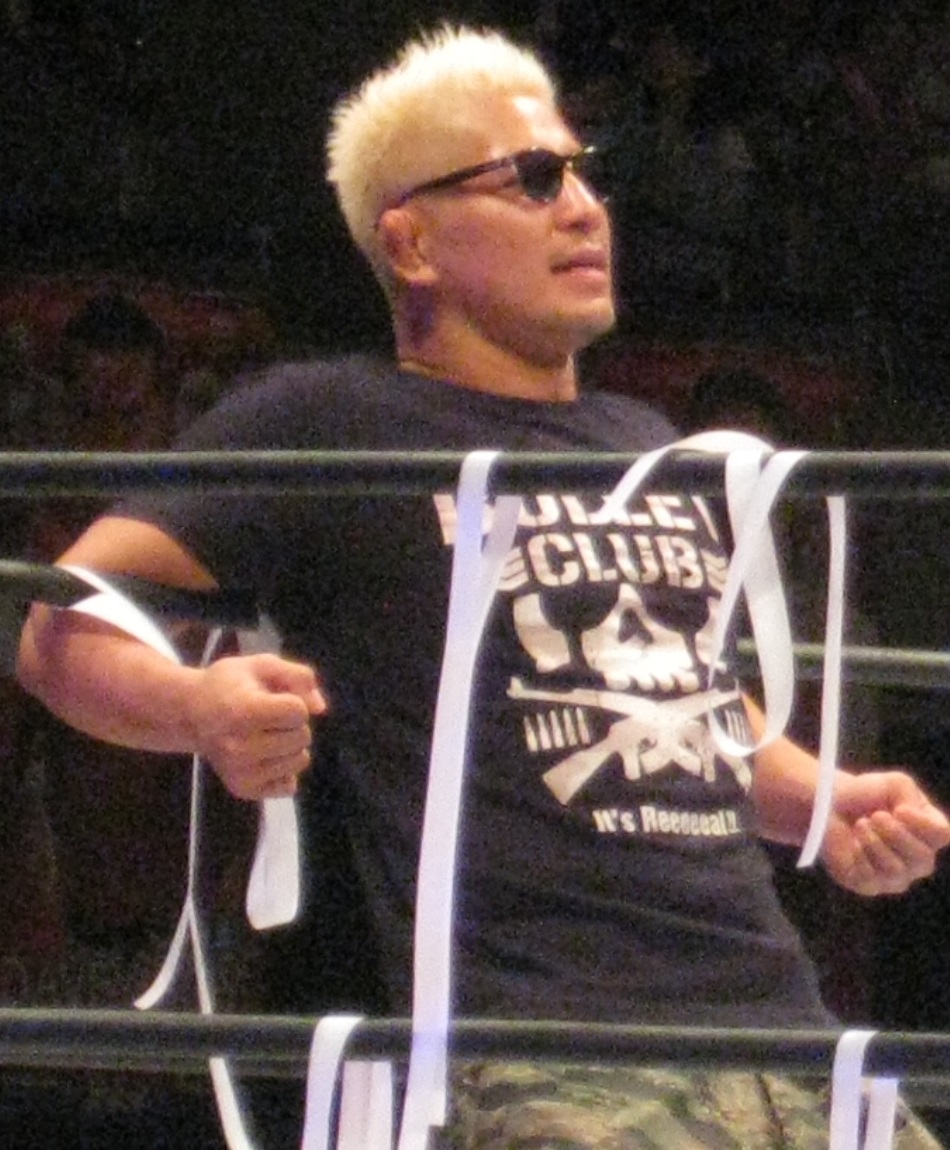
Yujiro Takahashi foi o primeiro membro japonês do Bullet Club.

Em 8 de novembro no Power Struggle, Kenny Omega, que havia ingressado na NJPW no início do mês, tornou-se o mais novo membro do Bullet Club, desafiando Ryusuke Taguchi para uma luta pelo IWGP Junior Heavyweight Championship. Omega já havia descartado a ideia de ingressar no Bullet Club, pois não se considerava um gaijin depois de seis anos morando no Japão, mas agora alegou que mentiu e só queria dinheiro e o título. Recusando-se a falar japonês apesar de ser fluente no idioma, Omega se autodenominou como o "The Cleaner" com a ideia de estar lá para "limpar" a divisão peso-pesado júnior. De 22 de novembro a 5 de dezembro, três times do Bullet Club participaram da World Tag League de 2014; Anderson e Gallows e Styles e Takahashi no bloco A e Fale e Tonga no bloco B. Anderson e Gallows venceram o bloco com um recorde de cinco vitórias e duas derrotas, enquanto Styles e Takahashi terminaram logo atrás com quatro vitórias e três derrotas. Styles e Takahashi venceram os Campeões de Duplas da IWGP no confronto direto entre as equipes do Bullet Club, mas ficaram para trás na classificação final devido à derrota para Okada e Yoshi-Hashi no último dia. Enquanto isso, Fale e Tonga terminaram na parte inferior de seu bloco com um recorde de três vitórias e quatro derrotas. Em 7 de dezembro, Anderson e Gallows foram derrotados nas finais do torneio por Hirooki Goto e Katsuyori Shibata.

#### 2015

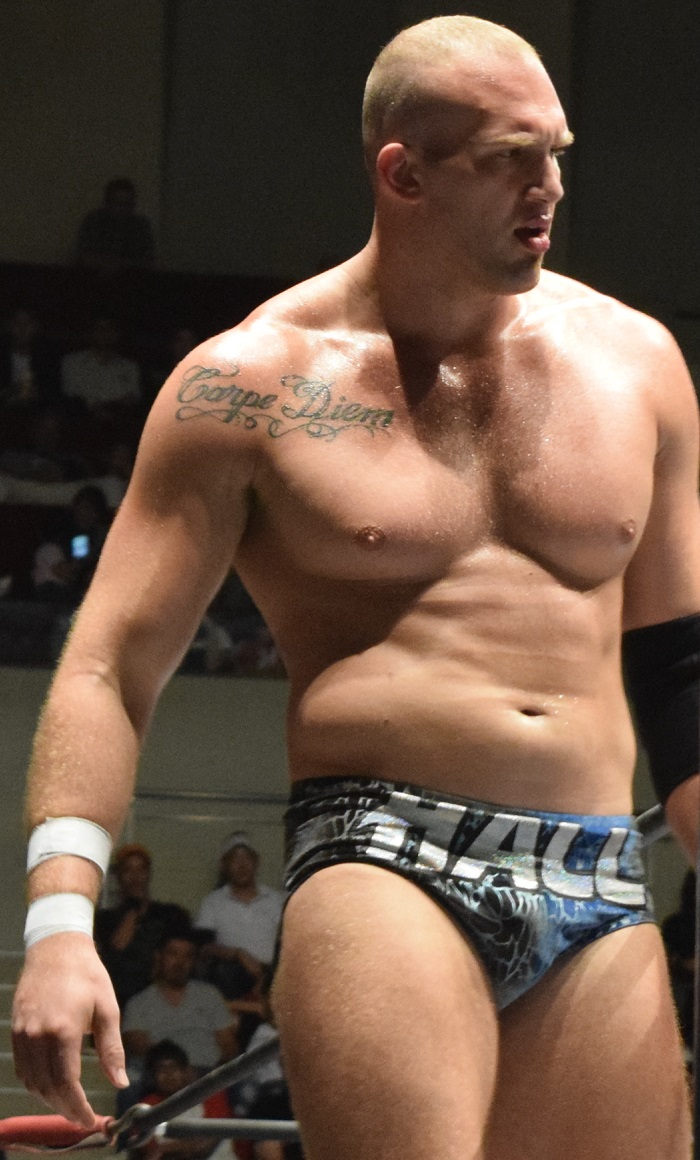
Cody Hall, o primeiro "garoto" trazido como substituto pessoal do Bullet Club

Em 4 de janeiro de 2015, no Wrestle Kingdom 9, Omega, em sua primeira luta como membro do Bullet Club, derrotou Ryusuke Taguchi para vencer o IWGP Junior Heavyweight Championship, enquanto Anderson e Gallows perderam o IWGP Tag Team Championship para Goto e Shibata, encerrando seu reinado de um ano em sua sétima defesa. No dia seguinte, Cody Hall, filho do membro fundador da nWo, Scott Hall, juntou-se ao Bullet Club como o "garoto" pessoal do gruipo, com Anderson afirmando que ele teria que ganhar seu lugar como membro de pleno direito. No final daquele mês, a NJPW relançou o Bullet Club Latin-American a tempo do Fantastica Mania 2015, co-produzido pela NJPW e CMLL. Em 18 de janeiro, durante o quinto dia do Fantastica Mania 2015, o lutador da CMLL Mephisto se juntou ao Bullet Club, antes de defender com sucesso seu Mexican National Light Heavyweight Championship contra Stuka Jr. Em 11 de fevereiro no The New Beginning em Osaka, os Young Bucks recuperaram o IWGP Junior Heavyweight Tag Team Championship ao derrotar os campeões reDRagon e Time Splitters em uma luta three-way. Mais tarde no mesmo evento, Anderson e Gallows reconquistaram o IWGP Tag Team Championship de Goto e Shibata, enquanto no evento principal AJ Styles derrotou Hiroshi Tanahashi para também trazer o IWGP Heavyweight Championship de volta ao Bullet Club. Ambos os reinados dos títulos de duplas do Bullet Club terminaram em suas primeiras defesas de título em 5 de abril no Invasion Attack 2015 com The Young Bucks sendo derrotado por Roppongi Vice (Beretta e Rocky Romero) e Anderson e Gallows para o The Kingdom (Matt Taven e Michael Bennett) da ROH.
Os Young Bucks recuperaram o título em 3 de maio no Wrestling Dontaku 2015 em uma luta three-way com Roppongi Vice e reDRagon. Também durante o evento, o Bullet Club se envolveu na primeira luta da NJPW a apresentar lutadoras femininas em mais de doze anos, onde Karl Anderson, Doc Gallows e sua esposa Amber Gallows foram derrotados por Maria Kanellis, Matt Taven e Michael Bennett em uma luta de trios mistos. Em 5 de julho no Dominion 7.5 em Osaka-jo Hall, Kenny Omega perdeu o IWGP Junior Heavyweight Championship para o vencedor do Best of the Super Juniors de 2015 Kushida em sua quarta defesa, enquanto Anderson e Gallows derrotaram Bennett e Taven em uma revanche para vencerem o IWGP Tag Team Championship pela terceira vez. No evento principal, Styles perdeu o IWGP Heavyweight Championship para Kazuchika Okada em sua segunda defesa. De 20 de julho a 15 de agosto, cinco membros do Bullet Club participaram do G1 Climax 2015 com Fale, Gallows e Styles no bloco A e Anderson e Takahashi no bloco B. Ambos Styles e Anderson entraram em suas últimas lutas com chance de avançar para as finais, mas foram eliminados após perderem para Hiroshi Tanahashi e Satoshi Kojima, respectivamente. Em 16 de agosto, os Young Bucks perderam o IWGP Junior Heavyweight Tag Team Championship para a reDRagon em sua segunda defesa. De 4 a 6 de setembro, Styles e The Young Bucks representaram o Bullet Club na promoção americana Chikara no torneio King of Trios 2015, onde chegaram às finais, antes de perderem para o Team AAA (Aero Star, Drago e Fénix). Em 23 de setembro no Destruction em Okayama, Omega derrotou Kushida, após interferência externa de Anderson, para reconquistar o IWGP Junior Heavyweight Championship. Em 23 de outubro, Chase Owens se tornou o mais novo membro do Bullet Club.

### Liderança de Kenny Omega (2016–2018)

#### 2016

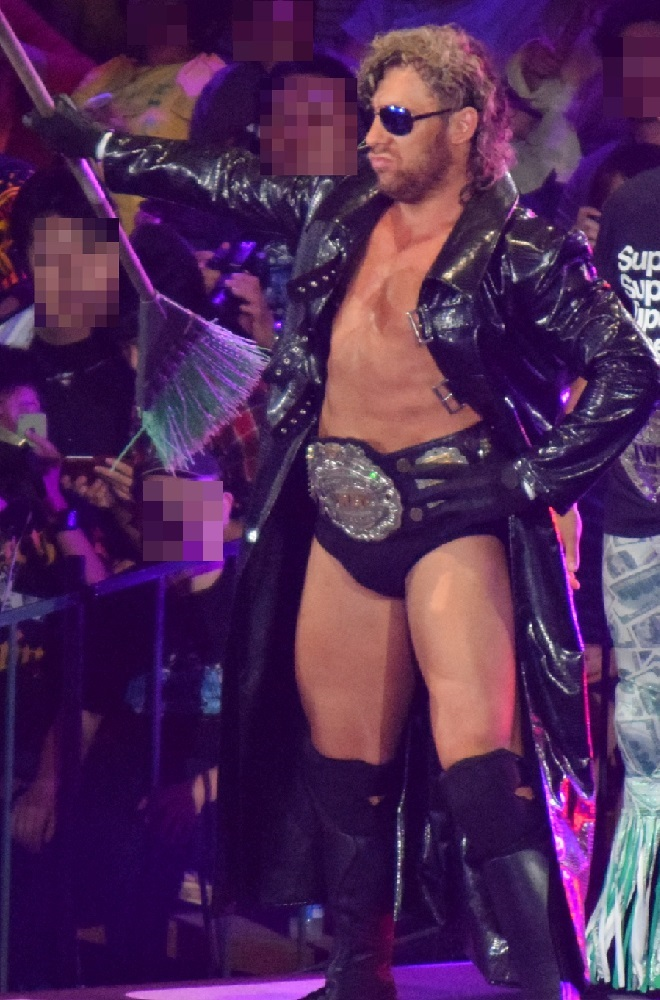
Kenny Omega, que assumiu como quarto líder do Bullet Club em janeiro de 2016.

Em 4 de janeiro de 2016, no Wrestle Kingdom 10, os Young Bucks recuperaram o IWGP Junior Heavyweight Tag Team Championship, Omega perdeu o IWGP Junior Heavyweight Championship de volta e Anderson e Gallows perderam o IWGP Tag Team Championship. Na luta final do Bullet Club pelo título do evento, Styles desafiou sem sucesso Shinsuke Nakamura pelo IWGP Intercontinental Championship. Horas após o evento, foi relatado que Anderson, Gallows e Styles haviam avisado a NJPW e estariam deixando a promoção rumo a WWE. No dia seguinte, o resto do Bullet Club atacou Styles e o expulsou do grupo com Omega assumindo a liderança. Omega também anunciou sua graduação na divisão peso-pesado júnior, afirmando que não queria uma revanche contra Kushida, mas sim uma luta contra Nakamura pelo IWGP Intercontinental Championship.
Após Omega assumir a liderança do Bullet Club, ele e os Young Bucks formaram seu próprio subgrupo dentro do grupo, chamado The Elite. Omega e os Young Bucks tiveram a ideia da The Elite, sentindo a necessidade de criar algo novo depois de serem forçados pela NJPW a entrar no Bullet Club e o que Omega chamou de "Too Sweet", " Suck it" paródia da nWo. Omega afirmou que ele e os Young Bucks eram a Elite, mas aceitou se a NJPW continuasse chamando-os de Bullet Club "entre parênteses", já que o grupo era sua "vaca leiteira". Ele explicou a mudança de nome afirmando que após a saída de Anderson, Gallows e Styles da NJPW, "Bullet Club [não era mais] tanto o Bullet Club". Mais tarde, Omega acrescentou sua opinião de que as saídas de Anderson, Gallows e Styles "diminuíram" as fileiras do Bullet Club, e é por isso que ele queria empurrar a The Elite para a frente, alegando que quando as pessoas diziam que "o Bullet Club [tinha] feito alguns coisas muito legais", eles sempre se referiam a ele e aos Young Bucks e não aos outros membros do grupo.

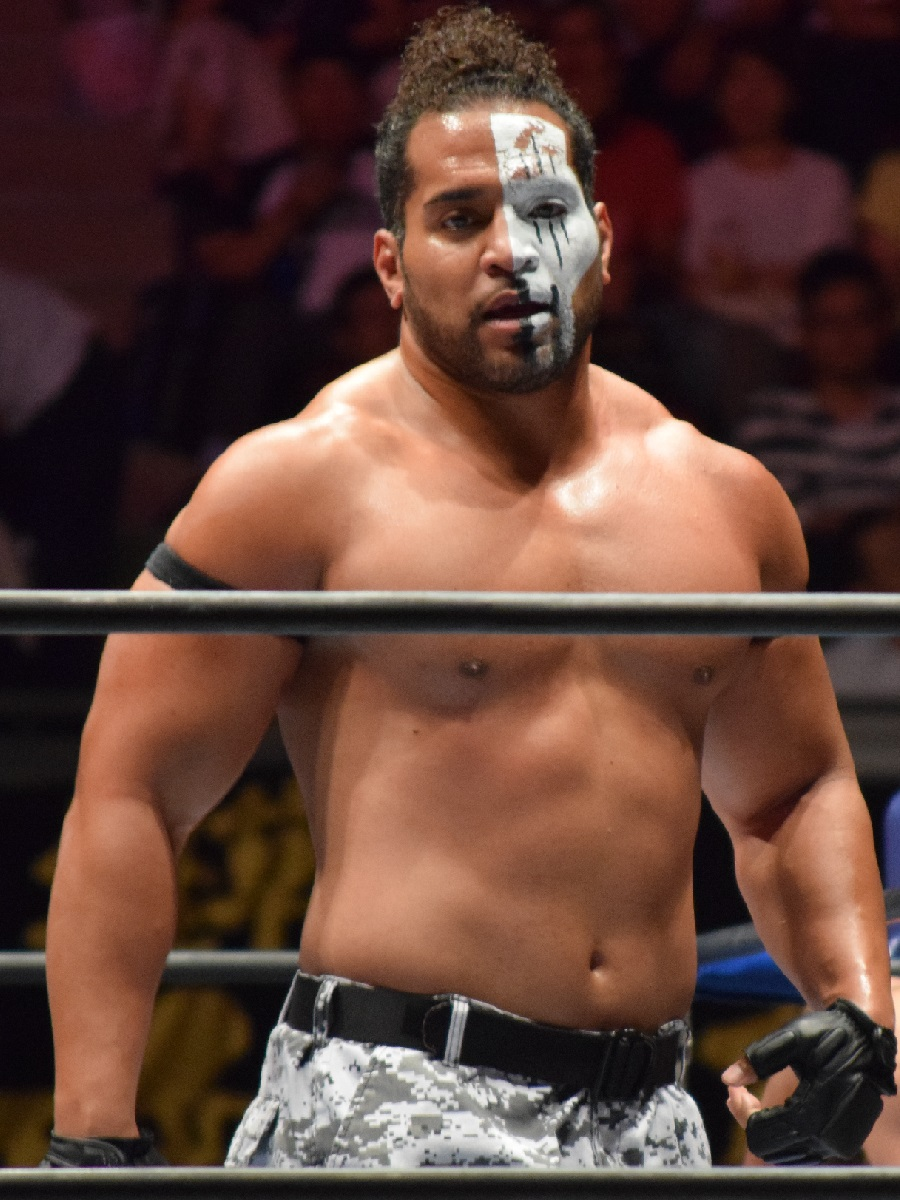
Tanga Loa formava a dupla Guerrillas of Destiny ao lado de Tama Tonga.

Durante 2016, Gallows e Anderson também deixaram a NJPW após assinarem um contrato com a WWE, com sua luta final na NJPW ocorrendo no Honor Rising: Japan em uma luta de quartetos aonde o Bullet Club perdeu. No entanto, em 12 de março, Tonga revelou que seu parceiro para a próxima luta pelo IWGP Tag Team Championship e o mais novo membro do Bullet Club era seu irmão na vida real Tevita Fifita, que dois dias depois recebeu o nome de ringue "Tanga Loa ", com a dupla entre ele e Tonga apelidado de "Guerrillas of Destiny" (GOD). Na ROH, Anderson, Gallows e Styles deixaram o grupo em uma despedida mais pacífica, em comparação com sua saída mais violenta da NJPW, onde o grupo os expulsou espancando-os. Além disso, os lutadores da ROH Adam Cole e Adam Page se juntaram ao grupo em maio. Cole formou outro subgrupo do Bullet Club com os Young Bucks, chamado "Superkliq". Na NJPW, Page recebeu o nome de ringue "Hangman Page", que ele também começou a usar na ROH.

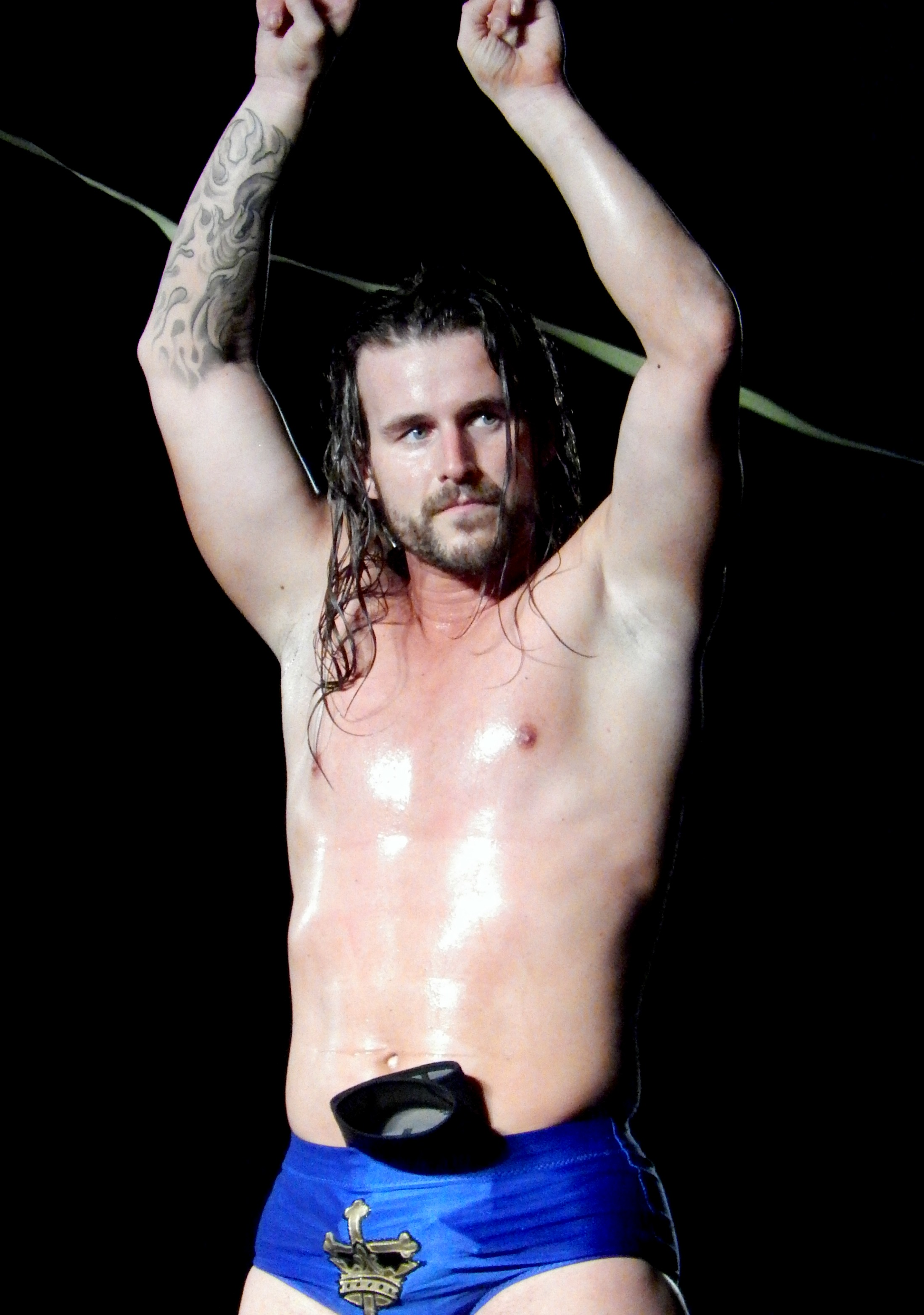
Adam Cole foi o responsável por trazer o ROH World Championship para o Bullet Club.

Antes do verão, vários membros do Bullet Club venceram títulos, como os Young Bucks vencendo os títulos de duplas IWGP Jr., Guerrillas of Destiny vencendo os títulos de duplas da IWGP e Omega vencendo o título Intercontinental. No entanto, a maior conquista foi Omega vencer o G1 Climax 2016, tornando-se o terceiro lutador a vencer o torneio em sua primeira tentativa, bem como o primeiro lutador não japonês na história a vencer o torneio. Durante o mês seguinte, Captain New Japan e Cody se juntaram ao Bullet Club. O Captain New Japan mudou seu personagem para "Bone Soldier". O nome veio da camisa original do Bullet Club, que apresentava um personagem chamado Bone Soldier. Além disso, o termo já havia sido usado anteriormente como um apelido para os membros do Bullet Club. Além disso, os Young Bucks venceram o ROH World Tag Team Championship pela segunda vez e os Guerrillas of Destiny recuperaram o IWGP Tag Team Championship, mas Adam Cole perdeu o ROH World Championship.

#### The Elite
Em 4 de janeiro de 2017, no Wrestle Kingdom 11, os Young Bucks perderam o IWGP Junior Heavyweight Tag Team Championship para o Roppongi Vice, enquanto os Guerrillas of Destiny perderam o IWGP Tag Team Championship para Tomohiro Ishii e Toru Yano. No evento principal do show, Omega desafiou sem sucesso Kazuchika Okada pelo IWGP Heavyweight Championship.
Posteriormente, Omega deu um hiato da NJPW para "reavaliar seu futuro". Após seu retorno em 26 de fevereiro, uma nova história envolvendo a tensão entre Omega e Cole foi iniciada, com os Young Bucks presos no meio. Em 11 de fevereiro, Frankie Kazarian juntou-se ao Bullet Club, enfrentando o parceiro de dupla de longa data, Christopher Daniels, em uma gravação do Ring of Honor Wrestling. Em 4 de março, os Young Bucks perderam o ROH World Tag Team Championship para os The Hardys (Matt e Jeff Hardy). Em 10 de março no show do 15º aniversário da ROH, Kazarian se voltou contra Adam Cole e o Bullet Club, revelando que seu ingresso ao grupo foi apenas uma estratégia para ajudar Christopher Daniels a conquistar o ROH World Championship. No dia seguinte, Cole, desapontado com os Young Bucks por não lhe ajudar, tentou expulsá-los do Bullet Club, mas os dois responderam afirmando que ele não poderia expulsá-los porque Omega era o líder do grupo e não Cole. Em 12 de maio, a Omega expulsou Cole do Bullet Club e deu seu lugar no grupo para o Campeão Mundial Televisivo da ROH, Marty Scurll. Dois dias depois, na última noite da turnê, Scurll perdeu o ROH World Television Championship para Kushida, após uma distração de Cole.

Nos meses seguintes ao Wrestle Kingdom 11, Omega buscou por outra chance pelo IWGP Heavyweight Championship, mas seu plano de obter uma através da New Japan Cup 2017 foi frustrado, quando ele foi eliminado na primeira rodada por Tomohiro Ishii. Depois de derrotar Ishii em uma revanche em 3 de maio no Wrestling Dontaku 2017, Omega foi indicado por Kazuchika Okada para uma revanche pelo IWGP Heavyweight Championship no Dominion 6.11 no Osaka-jo Hall. Em 11 de junho no Dominion 6.11 em Osaka-jo Hall, os Young Bucks derrotaram Roppongi Vice para vencerem o IWGP Junior Heavyweight Tag Team Championship pela sexta vez. No evento principal do show, Omega e Okada lutaram por um limite de tempo de 60 minutos pelo IWGP Heavyweight Championship. A luta também deu início a um enredo, onde Omega e Cody começaram a ter problemas um com o outro com Cody querendo jogar a toalha para Omega, insistindo que ele estava muito ferido. Em 23 de junho no Best in the World, Cody derrotou Christopher Daniels para trazer o ROH World Championship de volta ao Bullet Club. Em 1º de julho, durante a primeira noite do G1 Special nos EUA, Cody desafiou sem sucesso Okada pelo IWGP Heavyweight Championship. Durante a luta, Omega, jogando fora o que havia acontecido no Dominion, apareceu, querendo jogar a toalha para Cody, o que levou Cody a confrontá-lo após o show. No dia seguinte, Omega derrotou Tomohiro Ishii nas finais de um torneio de oito homens para conquistar o IWGP United States Heavyweight Championship.
No final daquele mês, três integrantes do Bullet Club participaram do G1 Climax 2017; Fale no bloco A e Omega e Tonga no bloco B. Omega venceu seu bloco e avançou para as finais do torneio com um recorde de sete vitórias e duas derrotas ao derrotar o Campeão Peso Pesado da IWGP Okada em sua terceira luta um contra o outro em 12 de agosto. Durante o confronto direto entre Omega e Tonga, que foi vencido pelo primeiro, as tensões aumentaram entre os dois com Tonga questionando a liderança de Omega no Bullet Club devido à sua associação com a The Elite. Em 13 de agosto, Omega foi derrotado nas finais do G1 Climax 2017 por Tetsuya Naito. Em 6 de setembro, foi anunciado que o irmão mais novo de Tonga e Loa, Leo Tonga, estava se juntando ao Bullet Club, substituindo Omega em uma próxima turnê devido a uma lesão no joelho. Em 22 de setembro no Death Before Dishonor XV, os Young Bucks perderam o ROH World Tag Team Championship para o The Motor City Machine Guns. Em 5 de novembro no Power Struggle, Scurll derrotou Will Ospreay para trazer o IWGP Junior Heavyweight Championship de volta ao Bullet Club. Em 17 de novembro, o ator Stephen Amell, que havia feito amizade com Cody quando trabalharam juntos na WWE, juntou-se ao Bullet Club, lutando sua primeira luta como membro no show da ROH no mesmo dia. No mês seguinte, oz Guerrillas of Destiny chegaram à sua segunda final consecutiva na World Tag League ao vencer seu bloco no torneio de 2017 com um recorde de cinco vitórias e duas derrotas. Em 11 de dezembro, foram derrotados nas finais do torneio pelo Los Ingobernables de Japón (Evil e Sanada). Quatro dias depois, no ROH Final Battle, Cody perdeu o ROH World Championship para Dalton Castle. Em 17 de dezembro, Fale e Guerrillas of Destiny derrotaram Bushi, Evil e Sanada para vencerem o NEVER Openweight 6-Man Tag Team Championship.
Em 4 de janeiro de 2018, no Wrestle Kingdom 12, os Young Bucks derrotaram Roppongi 3K (Sho e Yoh) para reconquistarem o IWGP Junior Heavyweight Tag Team Championship. Também no evento, Fale e os Guerrillas of Destiny perderam o NEVER Openweight 6-Man Tag Team Championship e Marty Scurll perdeu o IWGP Junior Heavyweight Championship de volta para Will Ospreay. Na noite seguinte no New Year Dash!! 2018, Fale e os GOD derrotaram Beretta, Ishii e Yano para reconquistarem o NEVER Openweight 6-Man Tag Team Championship, começando 2018 com seis membros do Bullet Club segurando títulos na NJPW (os outros sendo Omega e Young Bucks com o IWGP United States Championship e IWGP Jr. Tag Team Championships, respectivamente). No mesmo evento, o Bullet Club, com Cody liderando, tentou atacar Kota Ibushi com uma cadeira após uma luta de quintetos, mas foi interrompido por Omega, provocando tensão entre os dois homens sobre a liderança do Bullet Club. Na noite dois do The New Beginning in Sapporo, após a derrota de Omega pelo IWGP United States Championship para Jay White, ele foi atacado por Cody e atingido com o Cross Rhodes, continuando a luta interna dentro da facção.

### Bullet Club Guerra Civil (2018)
A rivalidade entre Cody e Omega continuou ao longo de fevereiro e março nos eventos da Ring Of Honor e NJPW, iniciando uma série de lutas colocando os membros do Bullet Club uns contra os outros em combates de equipes e individuais. Durante esse tempo, os membros tonganeses Tonga, Loa e Fale mativeram distância das duas facções, sendo conhecidos como Bullet Club OGs. Nessa época, a tensão dentro do Bullet Club seria documentada como o foco da série do YouTube Being The Elite. Os GOD também começaram sua própria série no YouTube seguindo os membros do Bullet Club que estão principalmente na NJPW.

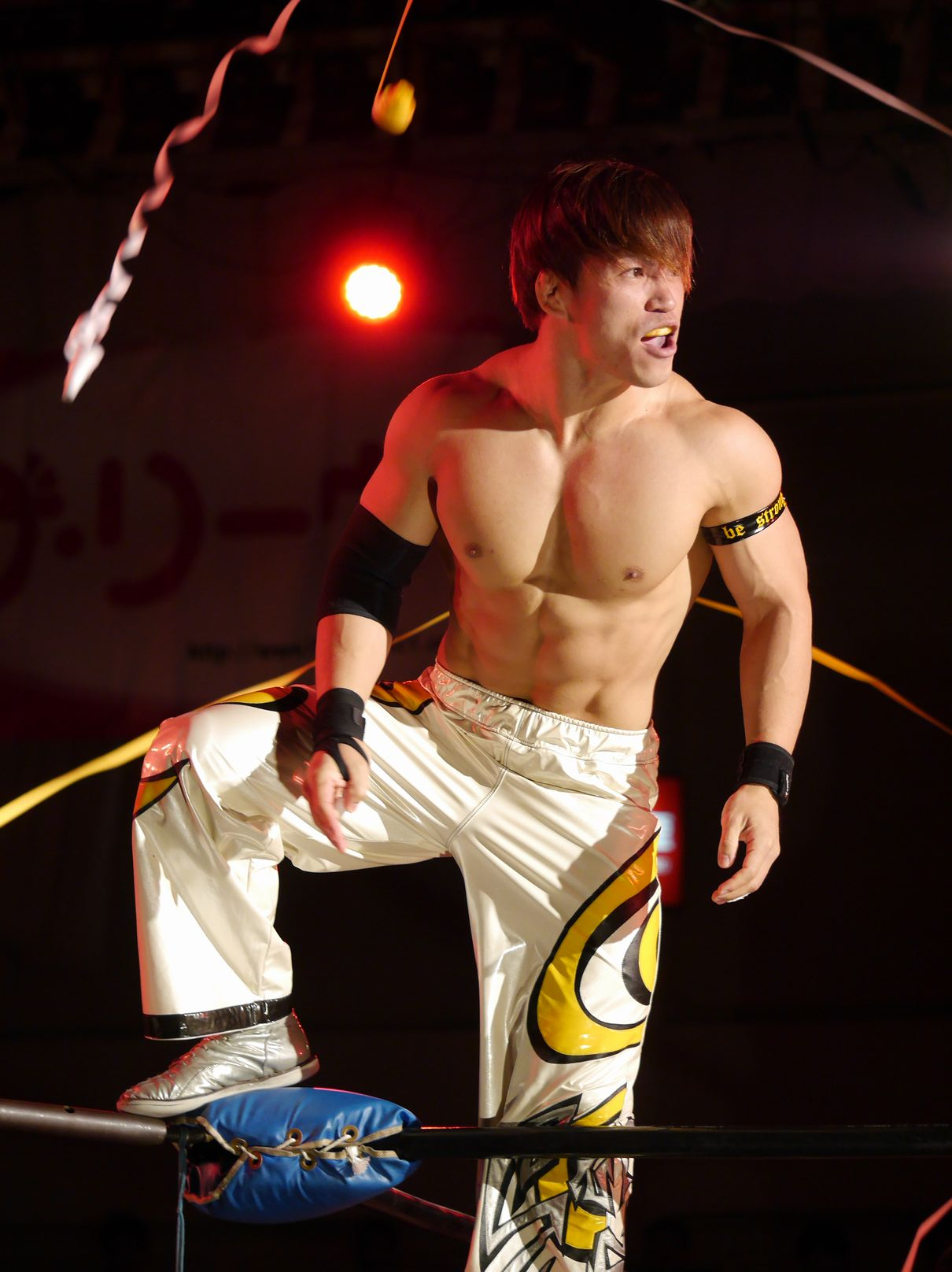
Taiji Ishimori, o terceiro membro japonês do Bullet Club.

Em 7 de abril, Omega e Cody lutaram em uma luta individual no Supercard of Honor XII com a liderança do Bullet Club em jogo. Durante a luta, os Young Bucks tentaram ajudar Omega dando um superkick em Cody. No entanto, o tiro saiu pela culatra quando Cody saiu do caminho, com os Bucks acertando Omega. Graças a isso, Cody conseguiu aplicar o Cross Rhodes em Omega para vencer a luta. Após a reunião dos Golden☆Lovers e apesar de não ter se juntado ao Bullet Club como membro, Ibushi se tornaria uma presença regular nas lutas de tag do Bullet Club.
Em 3 de maio, na primeira noite do Wrestling Dontaku 2018, o trio Young Bucks e Scurll derrotou Fale e os GOD para conquistarem o NEVER Six-Man Tag Team Championship. Durante a segunda noite do Wrestling Dontaku, Tama Tonga apresentou o novo "Bone Soldier", que atacou Ospreay e revelou ser Taiji Ishimori. Ishimori venceria o Bloco A do torneio Best of the Super Juniors 2018, mas acabou perdendo para Hiromu Takahashi nas finais.
Em 9 de junho no Dominion em Osaka-jo Hall, os Young Bucks derrotaram Evil e Sanada para vencer o IWGP Heavyweight Tag Team Championships pela primeira vez, e Omega derrotaria Kazuchika Okada por 2 a 1 em uma luta melhor de três para vencer o IWGP Heavyweight Championship pela primeira vez, encerrando o reinado de Okada como o campeão mais longo da história com 720 dias. Após a luta, Omega fez as pazes com os Young Bucks no ringue e anunciaria durante os comentários pós-luta que Ibushi, os Young Bucks e ele próprio formaram um novo subgrupo chamado The Golden Elite. No dia seguinte, em uma coletiva de imprensa transmitida no NJPW World, Omega confirmou que ele e os Young Bucks ainda faziam parte do Bullet Club, além de esclarecer que embora Ibushi tivesse ingressado na The Elite, ele não era membro do Bullet Club. Omega também afirmou que ainda era o líder do Bullet Club e anunciou que sua primeira defesa do IWGP Heavyweight Championship seria contra Cody no G1 Special no Cow Palace em São Francisco.
Em 7 de julho, no G1 Special, Omega derrotou Cody para reter o IWGP Heavyweight Championship. Após o habitual discurso pós-luta de Omega para os fãs, ele e os Young Bucks se juntaram a Tonga, Loa e King Haku. Os tonganeses pareciam estar parabenizando Omega, apenas para atacá-los logo em seguida, revelando novas camisetas "BC Firing Squad", ao fazê-lo. Page e Scurll vieram em defesa da Elite atacando os tonganeses, antes que Yujiro Takahashi e Owens tentassem interromper o conflito; os tonganeses acabaram desmantelando todos os quatro. Cody então apareceu e teve a chance de atacar Omega com uma cadeira de aço, mas tentou ir atrás dos tonganeses e foi atacado também. Quando os tonganeses partiram, declarando-se o verdadeiro Bullet Club, Omega e Cody se abraçaram, finalmente realinhando e restaurando a liderança de Omega do grupo ao seu lado. Foi demonstrado que Fale e Hikuleo se alinharam com o contingente Bullet Club OG em um vídeo intitulado "Don't Call it a Comeback" no canal oficial dos GOD no YouTube. Durante uma transmissão ao vivo no Instagram em 10 de agosto de 2018, Tama Tonga confirmou que Ishimori está alinhado com o Bullet Club OG. Na final do G1 Climax 28, o trio Tama Tonga, Tanga Loa e Taiji Ishimori venceu o trio Young Bucks e Marty Scurll pelo NEVER Openweight Six-Man Championship.
Em 8 de outubro de 2018, no King of Pro-Wrestling, os ex-membros da Chaos Jay White, Jado e Gedo ingressaram no Bullet Club. O lutador australiano Robbie Eagles também foi anunciado como um novo membro como parceiro de dupla de Ishimori na Super Jr. Tag League.
Em 24 de outubro de 2018, Cody anunciou que não era mais membro do Bullet Club por meio de sua conta oficial no Twitter. No podcast Talk is Jericho com Chris Jericho em 30 de outubro, Matt Jackson confirmou que ele, Cody Rhodes, Kenny Omega, Marty Scurll, seu irmão Nick Jackson e Adam Page agora são chamados simplesmente de The Elite e que eles não são mais parte do Bullet Club. Todos os membros, exceto um (Scurll) deixaram a NJPW e a ROH e agora fazem parte da novíssima promoção All Elite Wrestling.

### Liderança de Jay White (2018–2023)

#### 2018-19

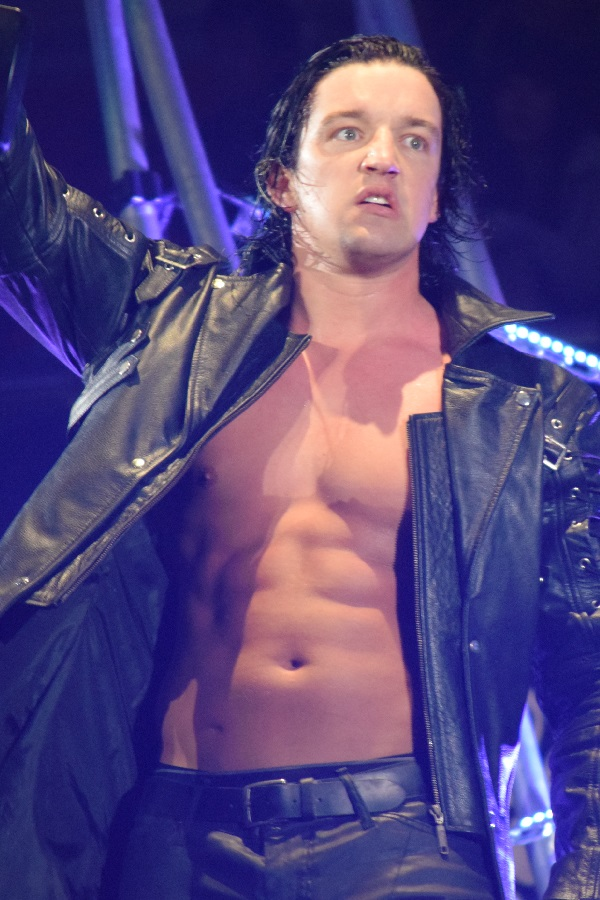
Jay White, o quinto líder do Bullet Club.

No final de 2018, Taiji Ishimori e Robbie Eagles encerraram o Super Jr. Tag League empatando pelo 4º lugar com 3 vitórias e 4 derrotas para um placar total de 6, enquanto Tama Tonga e Loa perderam na final da World Tag League 2018 contra Los Ingobernables de Japón (Evil e Sanada). Chase Owens e Yujiro Takahashi voltaram ao Bullet Club no New Year Dash. Em 22 de dezembro, Tama Tonga anunciou que White era o novo líder do Bullet Club. No Wrestle Kingdom 13, White derrotou Okada em uma luta individual. Além disso, durante o evento Ishimori derrotou Kushida para vencer o IWGP Jr. Heavyweight Championship. No The New Beginning em Osaka, White derrotou Hiroshi Tanahashi com um Blade Runner para vencer o IWGP Heavyweight Championship. Em 23 de fevereiro, os Guerillas of Destiny conquistaria seu quinto Heavyweight Tag Team Championship contra EVIL e Sanada de Los Ingobernables de Japón no Honor Rising. Em 8 de março, foi anunciado que El Phantasmo estaria ingressando no Bullet Club. Em 6 de abril, no G1 Supercard no Madison Square Garden, os Guerrillas of Destiny mantiveram o IWGP Heavyweight Tag Team Championship e venceram o ROH World Tag Team Championship dos Villain Enterprises (Brody King e PCO) em uma luta Winner take all Fatal 4 Way que também envolveu as equipes de Los Ingobernables de Japón (Evil e Sanada) e The Briscoe Brothers (Mark e Jay Briscoe). Na mesma noite, no entanto, Taiji Ishimori perdeu o Jr. Heavyweight Championship para Dragon Lee em uma luta Triple Threat que também envolveu Bandido e no evento principal, Jay White perdeu o IWGP Heavyweight Championship para Kazuchika Okada.
Ishimori, Phantasmo e Eagles entrariam no torneio Best of the Super Juniors, com Ishimori terminando com 14 pontos, Phantasmo terminando com 12 pontos e Eagles terminando com 10 pontos. Ishimori e Phantasmo derrotariam Roppongi 3K para vencer o Junior Heavyweight Tag Team Championship em 16 de junho de 2019. Em 30 de junho, no Southern Showdown em Sydney, Austrália, Robbie Eagles desertou do Bullet Club após se recusar a acertar Will Ospreay com uma cadeira a pedido de White, Jado e Bad Luck Fale. Eagles atingiu White com um superkick e ajudou Ospreay a se levantar, depois ajudou Ospreay, Hiroshi Tanahashi e Kazuchika Okada em afastar os membros do Bullet Club, após o que eles o aceitaram como membro oficial da CHAOS, completando sua deserção. Em 12 de agosto, na final do G1 Climax de 2019, Kenta se voltou contra Tomohiro Ishii e Yoshi-Hashi em uma luta contra Bad Luck Fale e os Guerillas of Destiny, alinhando-se ao Bullet Club. Após a luta, Kenta foi atacado por Katsuyori Shibata por sua traição, mas Shibata foi rapidamente dominado pelo Bullet Club. No evento principal, Kota Ibushi derrotou White para vencer o G1 Climax 2019. Em 25 de agosto de 2019, El Phantasmo venceu a Super J-Cup quando derrotou Dragon Lee.
Em 31 de agosto no Royal Quest, o primeiro show promovido de forma independente pela NJPW no Reino Unido, Kenta derrotou Tomohiro Ishii pelo NEVER Openweight Championship, ganhando assim seu primeiro título na NJPW e trazendo o título para o Bullet Club. No evento Destruction in Kobe, White derrotou Tetsuya Naito para vencer o IWGP Intercontinental Championship no evento principal.

#### 2020
No Wrestle Kingdom 14, os Guerillas of Destiny perderia os títulos para Juice Robinson e David Finlay, White perderia o Intercontinental Championship de volta para Naito, Ishimori e Phantasmo perderiam o Junior Heavyweight Tag Team Championship de volta para Roppongi 3K, e Kenta perderia perder o NUNCA Openweight Championship para Hirooki Goto.
Depois de derrotar Kazuchika Okada nas finais da New Japan Cup 2020, Evil se voltaria contra o companheiro de equipe do Los Ingobernables de Japon, Tetsuya Naito, e se juntou ao Bullet Club. Na noite seguinte no Dominion em Osaka-jo Hall, Evil derrotou Naito para vencer o IWGP Heavyweight e Intercontinental Championship com a ajuda do novo membro do Bullet Club, Dick Togo. Após a luta, Evil anunciou que havia assumido o controle do Bullet Club na ausência de White, tornando-se o primeiro líder japonês do grupo. Em 21 de agosto de 2020, Kenta derrotou David Finlay para vencer a primeira New Japan Cup USA e, portanto, ganhar uma luta futura pelo IWGP United States Championship.
Em 29 de agosto de 2020, no Summer Struggle em Jingu, Ishimori traria de volta o IWGP Junior Heavyweight Championship ao vencer Hiromu Takahashi, enquanto Evil perderia os títulos Heavyweight e Intercontinental de volta para Naito.
Jay White e Kenta retornaram ao Japão para o G1 Climax 30, com os outros membros do Bullet Club Evil e Takahashi também participando do torneio. Isso marcou o início de um conflito interno dentro do Bullet Club, já que Evil relutou em abrir mão da liderança do grupo de volta para White, resultando em dois líderes de fato simultâneos, com outros membros se alinhando mais com um ou outro. Tanto White (no bloco A) quanto Evil (no bloco B) chegaram perto de vencer seus respectivos blocos com 12 pontos, mas não tiveram sucesso.
Em 7 de novembro no Power Struggle, Kenta defendeu com sucesso seu certificado de direitos de desafio ao IWGP United States Championship conquistado pela New Japan Cup USA , enquanto White derrotou o vencedor do G1 Climax Kota Ibushi para ganhar o certificado de direitos de desafio ao IWGP Heavyweight e Intercontinental Championships de Ibushi para o Wrestle Kingdom 15, marcando a primeira vez na história do G1 Climax que o vencedor falharia em defender com sucesso seu certificado de direitos de desafio. No evento principal, Evil tentou recuperar os títulos Heavyweight e Intercontinental de Naito, com White interferindo no final da luta e provocando um ataque a Evil antes de atacar Naito; no entanto, Ibushi expulsou White e Naito eventualmente derrotou Evil para reter seus títulos.

#### 2021
No Wrestle Kingdom 15, White não conseguiu vencer os títulos Heavyweight e Intercontinental de Ibushi. Em um comentário nos bastidores após a luta, White sem Gedo brincou com a saída da empresa, afirmando: "talvez meu tempo deva ser gasto em outro lugar". No New Year's Dash no dia seguinte, White levou a melhor em uma luta de quintetos com Bad Luck Fale, Chase Owens, EVIL e Yujiro Takahashi, contra os membros da CHAOS Yoshi-Hashi, Tomohiro Ishii, Kazuchika Okada, Hirooki Goto e Toru Yano (Ishii imobilizou White após um Vertical Drop Brainbuster). Seus companheiros de equipe o ajudaram a recuar. No caminho para o The New Beginning em 23 de janeiro de 2021, El Phantasmo e Taiji Ishimori derrotaram El Desperado e Yoshinobu Kanemaru da Suzuki-Gun para vencerem o IWGP Junior Heavyweight Tag Team Championship pela segunda vez. Após um hiato de um mês, White voltou em 1º de fevereiro no show Road to the New Beginning atacando Ishii continuando sua rivalidade.
No episódio de 3 de fevereiro do AEW Dynamite, Kenta apareceu e lançou um ataque furtivo ao Campeão dos Estados Unidos da IWGP, Jon Moxley, após Moxley atacar Kenny Omega. Após a luta, Omega disse que se juntaria a Kenta em uma luta contra Moxley e Lance Archer. No The New Beginning USA em 26 de fevereiro, Kenta finalmente conseguiu sua luta pelo título contra Moxley, mas acabou perdendo. No Road to Castle Attack em 25 de fevereiro, Ishimori e Phantasmo perderam o IWGP Junior Heavyweight Tag Team Championship de volta para o Suzuki-Gun. Na 1ª noite do Castle Attack Jay White derrotou Tomohiro Ishii, enquanto Evil perdeu para Kazuchika Okada no evento principal. Na segunda noite, os GOD reteve com sucesso o IWGP Tag Team Championship contra a equipe de Hirooki Goto e Yoshi-Hashi, enquanto El Phantasmo não conseguiu vencer o vago IWGP Junior Heavyweight Championship. Em 1º de junho, os GOD perderam seu IWGP Tag Team Championship para os Dangerous Tekkers. Em 23 de junho, no Kizuna Road, Taiji Ishimori e El Phantasmo derrotaram Roppongi 3K para vencerem o IWGP Junior Heavyweight Tag Team Championship pela terceira vez.
Após a separação do Roppongi 3K durante a edição de 16 de agosto de 2021 da Super Junior Tag League, uma luta rancorosa entre Sho e Yoh foi marcada na primeira noite do Wrestle Grand Slam no MetLife Dome, que Sho venceu. Após a luta, EVIL do Bullet Club, Yujiro Takahashi e Dick Togo entrariam no ringue e apresentariam a SHO uma camisa do Bullet Club sinalizando as boas-vindas do SHO ao Bullet Club. Eles anunciariam que os quatro formariam um subgrupo dentro do Bullet Club chamado House of Torture.
Em 6 de novembro no Power Struggle, Kenta derrotou Hiroshi para vencer o IWGP United States Championship enquanto House of Torture derrotou Yoshi, Tomohiro e Hirooki para vencer o NEVER Openweight 6-Man Tag Team Championship.

#### Expansão para a Impact Wrestling

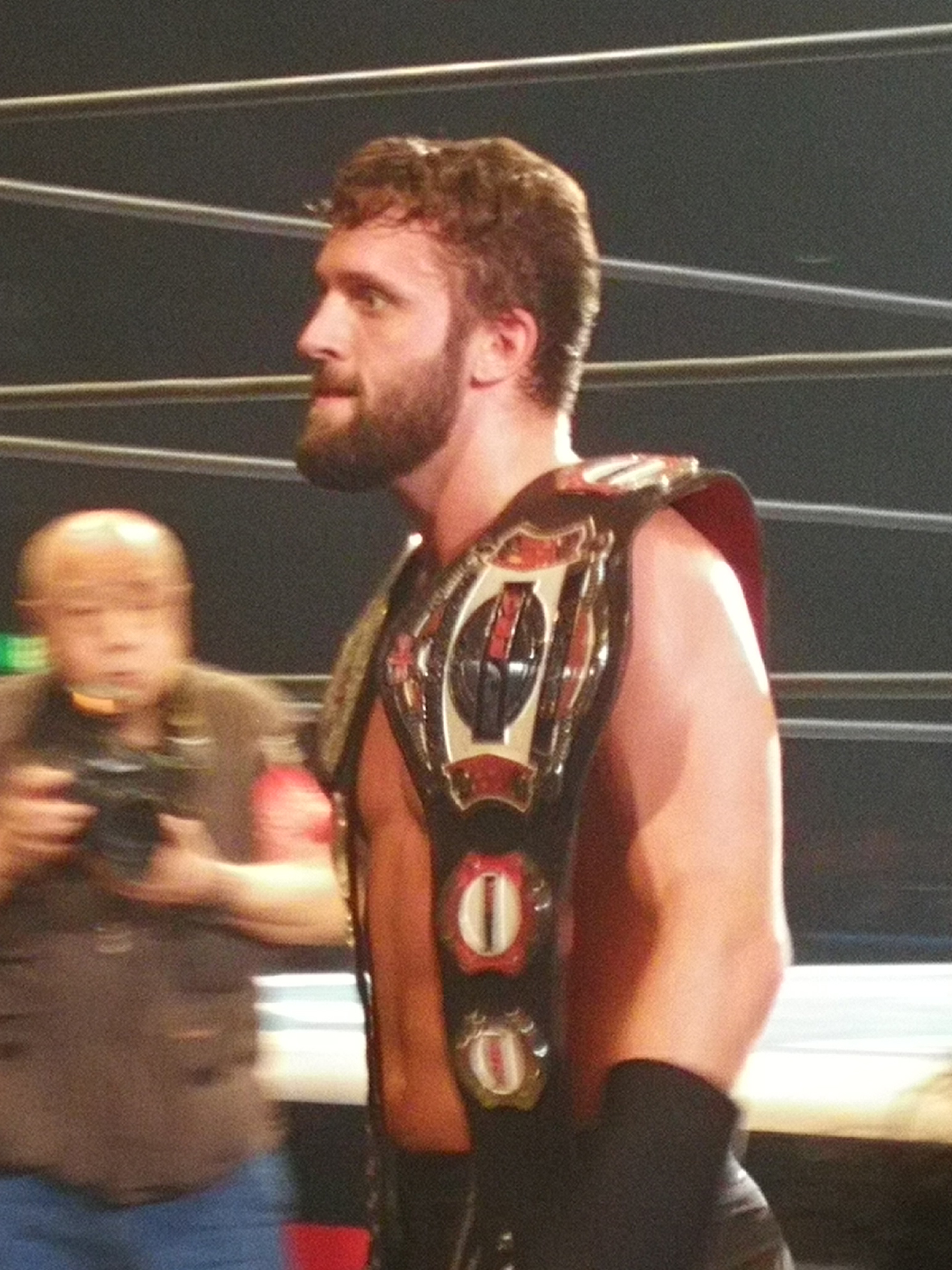
El Phantasmo, que junto de Chris Bey e Hikuleo estabeleceram uma filial do Bullet Club nos EUA em 2021 na Impact Wrestling.

Nas gravações de 19 de julho para a Impact Wrestling, Chris Bey enfrentou Juice Robinson e após a luta, Jay White deu a Bey uma camisa do Bullet Club e os dois fizeram o "Too Sweet", tornando Bey o primeiro lutador afro-americano e o primeiro lutador ativo da Impact a entrar para o Bullet Club. Ao longo do verão de 2021, Hikuleo e El Phantasmo começariam a fazer aparições frequentes na Impact Wrestling e, no outono, seriam listados como membros do plantel da Impact, estabelecendo-os eles e Bey como uma filial americana do grupo na Impact Wrestling. No final de janeiro, Jay White voltaria a Impact Wrestling e traria os GOD junto com ele. Em 9 de fevereiro, Jay White atravessaria a "porta proibida" para a AEW aparentemente ajudando a The Elite a atacar Trent Barreta e Rocky Romero. No PPV No Surrender da Impact Wrestling, Jay White atacou os GOD, custando-lhes o Impact World Tag Team Championship e expulsando-os do Bullet Club, enquanto restabelecia Gallows e Anderson. Em 25 de fevereiro de 2023, Ace Austin e Chris Bey, mais conhecidos como ABC, derrotaram os Motor City Machine Guns (Alex Shelley e Chris Sabin) para vencerem o Impact World Tag Team Championship e trazê-lo ao Bullet Club.

#### 2022
Na 1ª noite do Wrestle Kingdom, Evil derrotou Tomohiro Ishii pelo título NEVER Openweight Championship, tornando-se campeão novamente. Na noite 2, Kenta perdeu o IWGP United States Heavyweight Championship de volta para Hiroshi Tanahashi. Em 19 de fevereiro, Anderson e Gallows voltariam ao Bullet Club. Em 13 de março, Evil derrotou Tonga. Após esta luta, Evil e o resto do Bullet Club atacaram GoD e Jado, expulsando-os oficialmente do grupo como resultado, ficando do lado de White. Isso também acabaria com a parceria de 33 anos de Jado e Gedo como dupla. No Wrestling Dontaku 2022, Juice Robinson atacou Hiroshi Tanahashi pós-luta, tornando-se o mais novo integrante da facção. NoBest of the Super Juniors 29 final em 3 de junho de 2022, durante uma luta de trios entre o Bullet Club e o United Empire, Ace Austin correu até o ringue e distraiu Aaron Henare puxando um ás de espadas de sua manga que dizia "Bullet Club" que levou El Phantasmo a acertar Henare com um "Sudden Death" para a vitória. Após a luta, Ace Austin fez o "Too Sweet" com Phantasmo, Fale e Chase Owens, significando sua entrada na facção. No Dominion 6.12 em Osaka-jo Hall, Fale e Owens perderam o IWGP Heavyweight Tag Team Championship de volta para o United Empire.(Great-O-Khan e Jeff Cobb), enquanto Juice Robinson foi forçado a desocupar o IWGP United States Heavyweight Championship devido a sofrer de apendicite antes do evento, Karl Anderson derrotou Tama Tonga para vencer o NEVER Openweight Championship e Jay White derrotou Kazuchika Okada para vencer o IWGP World Heavyweight Championship. No Forbidden Door em 26 de junho de 2022, Jay White reteve o IWGP World Heavyweight Championship em uma luta four-way que também envolveu Kazuchika Okada e os lutadores da AEW Adam Cole e Adam Page. El Phantasmo se juntou aos Young Bucks, que brevemente se reuniram com o Bullet Club em uma luta de trios contra Dudes with Attitudes (Shingo Takagi, Sting e Darby Allin), onde Phantasmo e os Bucks perderam. No New Japan Road em 5 de julho, a House of Torture perdeu o NEVER Openweight 6-Man Tag Team Championship para Hirooki Goto, YOH e Yoshi-Hashi. No Burning Spirit em 23 de setembro, a House Of Torture recuperou o NEVER Openweight 6-Man Tag Team Championship. Duas noites depois, em 25 de setembro, Hikuleo daria as costas ao Bullet Club e ficaria do lado de seu irmão Tama Tonga. Em 10 de outubro, Gallows e Anderson deixaram o Bullet Club devido a assinar de volta com a WWE. No entanto, Anderson ainda tinha o NEVER Openweight Championship em sua posse, levando a disputas entre as duas empresas.

#### 2023
Na 1ª noite do Wrestle Kingdom 17, Anderson perdeu o NEVER Openweight Championship para Tama Tonga, e White perderia o World Heavyweight Championship de volta para Okada. Em 11 de fevereiro, White perdeu para Hikuleo em uma luta aonde o perderdor deveria deixar o Japão, e para Eddie Kingston em uma luta aonde o perdedor deixaria a NJPW no Battle in the Valley em 18 de fevereiro, forçando-o a deixar o Bullet Club no processo. Após a luta, White foi atacado por David Finlay antes que ele pudesse se dirigir aos fãs pela última vez.

### Liderança de David Finlay (2023–presente)

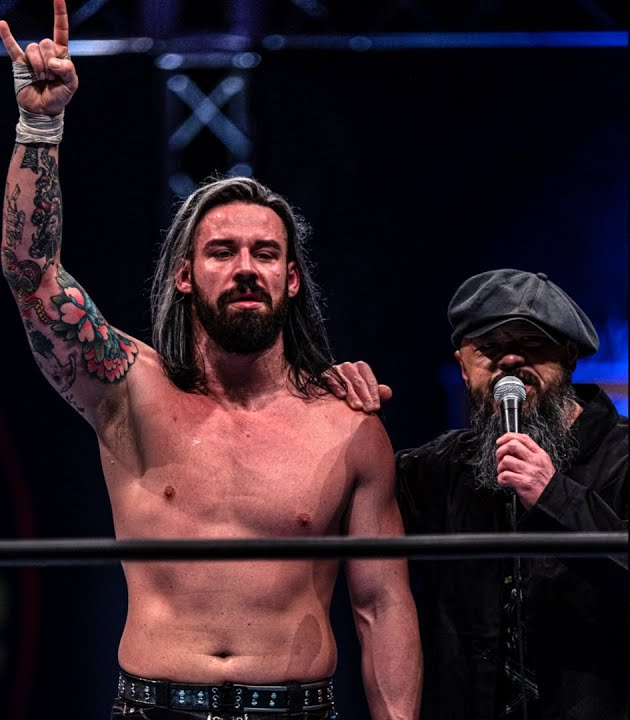
David Finlay após derrotar Tomohiro Ishii com Gedo ao seu lado.

No NJPW 51st Anniversary Show, após David Finlay derrotar Tomohiro Ishii na primeira rodada da New Japan Cup, Gedo fez uma promo após a luta dizendo: "O Bullet Club precisa de um rebelde", tornando Finlay o novo líder do Bullet Club. El Phantasmo não gostou disso porque disse que todos os membros do Bullet Club concordaram em não atacar Jay White e expulsá-lo do Bullet Club. El Phantasmo se opôs abertamente a Finlay e no Sakura Gensis, Finlay e Kenta se virariam contra Phantasmo após a luta, expulsando-o do Bullet Club. No Capital Collision, Finlay substituiria El Phantasmo por Clark Connors.

#### Formação do Bullet Club Gold
Jay White fez sua estreia como membro do plantel da AEW em 5 de abril no AEW Dynamite, onde veio para ajudar Juice Robinson e atacar Ricky Starks. Seu vídeo de entrada mostrava o logotipo do Bullet Club em ouro, sugerindo que Jay White ainda está no Bullet Club. Mais tarde, nas redes sociais, Jay White postaria uma foto dele e de Juice lançando a icônica pose de arma com a frase “Bullet Club Black 'n Gold”. Na semana seguinte, em uma promoção pré-gravada, a dupla se declararia os dois primeiros membros do Bullet Club Gold, estabelecendo uma filial oficial da facção na AEW.

## Grupos relacionados e inspirados
Os ex-membros do Bullet Club, AJ Styles, Karl Anderson e Luke Gallows começaram um novo grupo na WWE inspirado no Bullet Club, o The OC (originalmente conhecido como "The Club"). Mais tarde, o líder original do Bullet Club, Finn Bálor , anteriormente conhecido como Prince Devitt, formaria o Bálor Club com Anderson e Gallows. Em 2022, Styles reformou o The OC, renomeando o grupo de volta para The Club, adicionando Bálor e Liv Morgan ao grupo, durante uma rivalidade com o The Judgment Day. Mais tarde, Bálor se juntaria ao Judgment Day, após o qual Styles renomeou o grupo de volta para The OC e adicionou Anderson, Gallows e "Michin" Mia Yim.
A The Elite, que originalmente era um subgrupo do Bullet Club, tornou-se um grupo independente na NJPW antes de seus membros finalmente deixarem a promoção, aparecendo posteriormente na AEW e Impact. Na AEW, o grupo foi brevemente referido como "Bullet Club" após as adições de Don Callis, Anderson e Gallows ao grupo, mas quando os membros do Bullet Club japonês expressaram descontentamento com isso, o grupo foi renomeado para The Super Elite. A Super Elite mais tarde se expandiu para incluir Adam Cole, Bobby Fish e Kyle O'Reilly, após o que o grupo se tornou conhecido como The Undisputed Elite, uma homenagem ao grupo da WWE The Undisputed Era. Gallows, Anderson e Fish deixaram a AEW e o grupo voltou ao apelido de The Elite.

## Membros
| *     | Membro fundador |
| I–VII | Líderes         |

### Atual

#### Japão
Esses membros permanecem baseados no Japão com a NJPW.
| Membro           | Membro | Entrada                                    |
| ---------------- | ------ | ------------------------------------------ |
| Bad Luck Fale    | *      | 3 de maio de 2013                          |
| Chase Owens      |        | 23 de outubro de 2015 5 de janeiro de 2019 |
| David Finlay     | VII    | 6 de março de 2023                         |
| Dick Togo        |        | 12 de julho de 2020                        |
| Evil             | VI     | 11 de julho de 2020                        |
| Gedo             |        | 8 de outubro de 2018                       |
| Kenta            |        | 12 de agosto de 2019                       |
| Sho              |        | 4 de setembro de 2021                      |
| Taiji Ishimori   |        | 4 de maio de 2018                          |
| Yujiro Takahashi |        | 3 de maio de 2014 5 de janeiro de 2019     |

#### E.U.A
Membros do grupo baseados nos Estados Unidos aparecem predominantemente no NJPW Strong (uma série de televisão produzida pela New Japan Pro-Wrestling of America ) e na Impact Wrestling.
| Membro         | Entrada             |
| -------------- | ------------------- |
| Ace Austin     | 3 de junho de 2022  |
| Chris Bey      | 19 de julho de 2021 |
| Clarck Connors | 15 de abril de 2023 |

#### Bullet Club Gold
Esta é uma ramificação do grupo que aparece predominantemente na All Elite Wrestling e às vezes no NJPW Strong.
| Membro         | Membro | Entrada              |
| -------------- | ------ | -------------------- |
| Jay White      | V      | 8 de outubro de 2018 |
| Juice Robinson |        | 5 de janeiro de 2022 |

#### Austrália
Membros australianos do grupo que aparecem predominantemente no Tamashii.
| Membro         | Entrada                |
| -------------- | ---------------------- |
| Jack Bonza     | 21 de outubro de 2022  |
| Lyrebird Luchi | 27 de janeiro de 2023  |
| Caveman Ugg    | 4 de fevereiro de 2023 |
| Tome Filip     | 16 de abril de 2023    |
| Stevie Filip   | 16 de abril de 2023    |

#### Ex-membros
| Membro              | Membro | Entrada                 | Saída                   |
| ------------------- | ------ | ----------------------- | ----------------------- |
| Adam Cole           |        | 8 de maio de 2016       | 12 de maio de 2017      |
| Adam “Hangman” Page |        | 9 de maio de 2016       | 30 de outubro de 2018   |
| AJ Styles           | III    | 6 de abril de 2014      | 5 de janeiro de 2016    |
| Bone Soldier        |        | 25 de setembro de 2016  | 5 de janeiro de 2017    |
| Cody Rhodes         |        | 10 de dezembro de 2016  | 24 de outubro de 2018   |
| Cody Hall           |        | 5 de janeiro de 2015    | 10 de abril de 2016     |
| Doc Gallows         |        | 23 de novembro de 2013  | 10 de outubro de 2022   |
| El Phantasmo        |        | 4 de maio de 2019       | 8 de abril de 2023      |
| El Terrible         |        | 5 de julho de 2013      | 13 de dezembro de 2013  |
| Frankie Kazarian    |        | 11 de fevereiro de 2018 | 10 de março de 2017     |
| Gino Gambino        |        | 11 de novembro de 2017  | 30 de junho de 2019     |
| Hikuleo             |        | 7 de setembro de 2017   | 25 de setembro de 2022  |
| Jado                |        | 8 de outubro de 2018    | 13 de março de 2022     |
| Jeff Jarrett        |        | 10 de agosto de 2014    | 4 de janeiro de 2015    |
| Karl Anderson       | *II    | 3 de maio de 2013       | 4 de janeiro de 2023    |
| Kenny Omega         | IV     | 8 de novembro de 2014   | 30 de outubro de 2018   |
| La Comandante       |        | 11 de outubro de 2013   | 13 de dezembro de 2013  |
| Marty Scurll        |        | 12 de maio de 2017      | 30 de outubro de 2018   |
| Matt Jackson        |        | 25 de outubro de 2013   | 30 de outubro de 2018   |
| Nick Jackson        |        | 25 de outubro de 2013   | 30 de outubro de 2018   |
| Prince Devitt       | * I    | 3 de maio de 2013       | 6 de abril de 2014      |
| Rey Bucanero        |        | 5 de setembro de 2013   | 13 de outubro de 2013   |
| Robbie Eagles       |        | 8 de outubro de 2018    | 30 de junho de 2019     |
| Tama Tonga          | *      | 3 de maio de 2013       | 19 de fevereiro de 2022 |
| Tanga Loa           |        | 12 de março de 2016     | 19 de fevereiro de 2022 |

#### Associados
| Membro                | Entrada                | Aparição Final        |
| --------------------- | ---------------------- | --------------------- |
| Amber Gallows         | 4 de janeiro de 2015   | 5 de janeiro de 2016  |
| Brandi Rhodes         | 10 de dezembro de 2016 | 12 de outubro de 2018 |
| Mao                   | 3 de maio de 2014      | 4 de janeiro de 2016  |
| Mephisto              | 18 de janeiro de 2015  | 19 de janeiro de 2015 |
| King Haku             | 4 de janeiro de 2016   | 7 de julho de 2018    |
| "Tokyo Latina" Pieter | 22 de setembro de 2016 | presente              |
| Stephen Amell         | 17 de novembro de 2017 | 1 de setembro de 2018 |
| Scott D'Amore         | 10 de agosto de 2014   | 4 de janeiro de 2015  |
| Scott Norton          | 16 de abril de 2022    | 17 de abril de 2022   |

## Sub-grupos

### Atual
| Afiliado             | Membros                                                                     | Período       | Tipo     | Promoção                     |
| -------------------- | --------------------------------------------------------------------------- | ------------- | -------- | ---------------------------- |
| ABC                  | Ace Austin Chris Bey                                                        | 2022–presente | Dupla    | NJPW Strong Impact Wrestling |
| Bullet Club Gold     | Juice Robinson Jay White                                                    | 2023–presente | Grupo    | AEW Strong                   |
| Far East Connection  | Gedo Dick Togo                                                              | 2020–presente | Dupla    | NJPW                         |
| General's Jewel      | Bad Luck Fale Chase Owens                                                   | 2017–presente | Dupla    | NJPW                         |
| House of Torture     | Evil Yujiro Takahashi Sho Dick Togo                                         | 2021–presente | Quarteto | NJPW                         |
| Rogue Army           | Bad Luck Fale Jack Bonza Lyrebird Luchi Caveman Ugg Stevie Filip Tome Filip | 2022–presente | Grupo    | Tamashii PWA Black Label MCW |
| The Natural Classics | Stevie Filip Tome Filip                                                     | 2023–presente | Dupla    | Tamashii MCW                 |

### Ex
| Afiliado                                             | Membros | Período        | Tipo     | Promoção                              |
| ---------------------------------------------------- | --- | -------------- | -------- | ------------------------------------- |
| Team All In                                          | Cody Rhodes Matt Jackson Nick Jackson                                                                                  | 2018–2019      | Trio     | ROH                                   |
| Bullet Club's Cutest Tag Team                        | Taiji Ishimori El Phantasmo                                                                                            | 2019–2023      | Dupla    | NJPWNJPW Strong                       |
| Bullet Club Elite "The Elite"                        | Cody Rhodes Kenny Omega Matt Jackson Nick Jackson Hangman Page Marty Scurll Yujiro Takahashi Chase Owens Stephen Amell | 2018–2019      | Grupo    | NJPWROH                               |
| Bullet Club Latinoamerica Bullet Club Latin-American | El Terrible La Comandante Mephisto Rey Bucanero Tama Tonga                                                             | 2013–2015      | Grupo    | CMLL                                  |
| Bullet Club OG "Firing Squad"                        | Tama Tonga Tanga Loa Taiji Ishimori Jado Gedo Gino Gambino Bad Luck Fale Jay White Robbie Eagles Hikuleo King Haku     | 2018–2019      | Grupo    | NJPW                                  |
| Dick & Balls                                         | Hangman Page Yujiro Takahashi                                                                                          | 2017–2018      | Dupla    | NJPW                                  |
| The Dream Team                                       | Adam Cole Kenny Omega Matt Jackson Nick Jackson                                                                        | 2016–2017      | Quarteto | NJPW ROH                              |
| The Elite                                            | Kenny Omega Matt Jackson Nick Jackson                                                                                  | 2016–2019      | Trio     | NJPW ROH Circuito independente        |
| The Good Brothers                                    | Karl Anderson Doc Gallows                                                                                              | 2013–2016 2022 | Dupla    | WWE NJPW Impact Wrestling AEW         |
| Guerrillas of Destiny (G.O.D.)                       | Tama Tonga Tanga Loa Jado                                                                                              | 2016–2022      | Dupla    | NJPW ROH NJPW Strong Impact Wrestling |
| The Hung Bucks                                       | Hangman Page Matt Jackson Nick Jackson                                                                                 | 2017–2018      | Trio     | ROH                                   |
| Jado and Gedo                                        | Jado Gedo | 2018–2022      | Dupla    | NJPW                                  |
| The Jay and Bey Connection                           | Jay White Chris Bey | 2021–2022      | Dupla    | Impact Wrestling                      |
| Luxury Trio                                          | Cody Rhodes Kenny Omega Marty Scurll                                                                                   | 2017–2018      | Trio     | NJPW ROH                              |
| Superkliq                                            | Adam Cole Matt Jackson Nick Jackson                                                                                    | 2016–2017      | Trio     | NJPW ROH Circuito independente        |
| Super Villains                                       | Marty Scurll Matt Jackson Nick Jackson                                                                                 | 2017–2018      | Trio     | NJPW ROH Circuito independente        |
| The Young Bucks                                      | Matt Jackson Nick Jackson                                                                                              | 2013–2019      | Dupla    | NJPW ROH Circuito independente        |

## Títulos e prêmios
- AAW Wrestling
  - AAW Heritage Championship (1 vez) – Austin[347][348][349]
- Canadian Wrestling's Elite
  - Elite 8 (2017) – Owens[350]
- Consejo Mundial de Lucha Libre
  - CMLL World Heavyweight Championship (1 vez) –  Terrible[351]
  - CMLL World Tag Team Championship (2 vezes) – Terrible e Tonga (1),[352] Bucanero e Tonga (1)[353]
  - Mexican National Light Heavyweight Championship (1 vez) – Mephisto[354]
- Global Force Wrestling
  - GFW NEX*GEN Championship (1 vez) –  Cody[355]
- NWA Smoky Mountain Wrestling
  - NWA Southeastern Heavyweight Championship (1 vez) –  Owens[356]
- Family Wrestling Entertainment
  - FWE Heavyweight Championship (1 vez) –  Styles[357]
  - FWE Tag Team Championship (1 vez) – The Young Bucks[357]
- Future Stars of Wrestling
  - FSW Mecca Gre Championship (1 vez, atual) – Bey
- German Wrestling Federation
  - Light Heavyweight World Cup (2019) – Phantasmo[358]
- Impact Wrestling
  - Impact World Tag Team Championship (3 vezes, atual) –  Gallows e Anderson (2), Austin e Bey (1, atual)
  - Impact X Division Championship (1 vez) –  Austin
- National Wrestling Alliance
  - NWA World Heavyweight Championship (1 vez) –  Cody[359]
- New Japan Pro-Wrestling
  - IWGP World Heavyweight Championship (1 vez) – White
  - IWGP Heavyweight Championship (5 vezes) – Styles (2), Omega (1), White (1), e Evil (1)[360]
  - IWGP Intercontinental Championship (4 vezes) – Fale (1), Omega (1), White (1), e Evil (1)[361]
  - IWGP Junior Heavyweight Championship (7 vezes) – Devitt (1),[N 8] Omega (2), Scurll (1), e Ishimori (3)[362]
  - IWGP Junior Heavyweight Tag Team Championship (10 vezes) The Young Bucks (7), Phantasmo e Ishimori (3)[363]
  - IWGP Tag Team Championship (12 vezes) – Anderson e Gallows (3), Loa e Tonga (7), The Young Bucks (1), Fale e Owens (1)[364]
  - IWGP United States Championship (4 vezes) – Omega (1), Cody (1), Kenta (1) e Juice Robinson (1)[365]
  - NEVER Openweight Championship (5 vezes) – Takahashi (1), Kenta (1), White (1), Evil (1) e Anderson (1)[366]
  - NEVER Openweight 6-Man Tag Team Championship (9 vezes) – Fale, Takahashi, e Tonga (1), Omega e The Young Bucks (2), Fale e G.O.D. (2), Scurll e The Young Bucks (1), Ishimori e G.O.D. (1), Evil, Sho, e Takahashi (2)[367]
  - Best of the Super Juniors (2013) – Devitt[368]
  - World Tag League (2013, 2020)  – Anderson e Gallows (1), Loa e Tonga (1)
  - Super J-Cup (2019, 2020) – Phantasmo
  - Super Jr. Tag Tournament (2013) – The Young Bucks[369]
  - G1 Climax (2016) – Omega[370]
  - New Japan Cup USA (2020) – Kenta
  - New Japan Rambo (2021) – Fale e Owens
  - IWGP United States Championship Tournament (2017) – Omega[371]
  - KOPW (1 vez) – Owens
- Pro Wrestling Guerrilla
  - PWG World Tag Team Championship (1 vez) – The Young Bucks
- Pro Wrestling Illustrated
  - Rivalidade do ano (2017) Omega vs. Kazuchika Okada[372]
- DDT Pro-Wrestling
  - Ironman Heavymetalweight Championship (2 vezes) – The Young Bucks (1), Brandi Rhodes (1)[373]
- Revolution Pro Wrestling
  - RPW British Heavyweight Championship (1 vez) – Styles
  - RPW British Cruiserweight Championship (2 vezes) – Devitt (1), Phantasmo (1)
- Ring of Honor
  - ROH World Championship (3 vezes) – Cole (2) e Cody (1)[374]
  - ROH World Six-Man Tag Team Championship (2 vezes) – Page e The Young Bucks(1),[N 9] Cody e The Young Bucks (1)
  - ROH World Tag Team Championship (4 vezes) – Loa e Tonga (1), The Young Bucks (3)[377]
  - ROH World Television Championship (1 vez) – Scurll[378]
  - Lutador do ano da ROH (2017) – Cody[379]
  - Dupla do ano (2017) – The Young Bucks[380]
  - Melhor entrada no Final Battle (2017) – Scurll[381]
  - Revelação do ano (2017) – Page[382]
- Sports Illustrated
  - Lutador do ano (2017) – Omega[383]
- Squared Circle Wrestling
  - 2CW Tag Team Championship (1 vez) – The Young Bucks
- The Wrestling Revolver
  - PWR Tag Team Championship (1 vez) – Austin e Bey
- Tokyo Sports
  - Mais técnico (2016) – Omega[384]
  - Melhor luta (2017) Omega vs. Kazuchika Okada on January 4[385]
  - Melhor luta (2018) Omega vs. Kazuchika Okada on June 9[386]
- Twin States Wrestling
  - TSW Twin States Championship (1 vez, Inaugural) – Owens[387][388][389]
  - TSW Twin States Championship Tournament (2016) – Owens[390]
- World Series Wrestling
  - WSW World Heavyweight Championship (1 vez) – Eagles
  - WSW Tag Team Championship (1 vez) – The Young Bucks
- WrestleCircus
  - Big Top Tag-Team Championship (1 vez) – Loa e Tonga[391][392]
- What Culture Pro Wrestling/Defiant Wrestling
  - WCPW/Defiant Championship (1 vez) – Scurll[393][394]
  - WCPW Internet Championship (1 vez) – Cody[395]
- Wrestling Observer Newsletter
  - Melhor movimento de wrestling (2014) – Meltzer Driver (The Young Bucks)[396]
  - Melhor movimento de wrestling (2015) – Styles Clash (Styles)[397]
  - Melhor movimento de wrestling (2016, 2017, 2018) – One-Winged Angel (Omega)[398][399][400]
  - Rivalidade do ano (2017)  Omega vs. Kazuchika Okada[399]
  - Japão MVP (2018) – Omega[400]
  - Maior evolução (2018) – Page[401]
  - Lutador mais destacado (2014, 2015, 2016) Styles[396][397][398]
  - Lutador mais destacado (2018) – Omega[400]
  - Luta do ano (2014) – Styles vs. Minoru Suzuki em 1º de agosto[396]
  - Luta do ano (2017) – Omega vs. Kazuchika Okada em 4 de janeiro[399]
  - Luta do ano (2018) – Omega vs. Kazuchika Okada em 9 de junho[400]
  - Dupla do ano (2014, 2015, 2016, 2017, 2018) – The Young Bucks[396][397][398][400]
  - Pior Gimmick (2016) – Bone Soldier[398]
  - Mais superestimado (2021) – Evil
  - Lutador do ano (2015, 2016) – Styles[397][398]
  - Melhor Booker (2018, 2019) – Gedo[402][403][404]
  - Wrestling Observer Newsletter Hall of Fame (Classe de 2019) – Gedo[405]